# Février 2009 en économie (activité humaine)
| • Chronologie générale de l'économie • |

| • Chronologie générale de l'économie • |

| Années de l'économie : 2006 - 2007 - 2008 - 2009 - 2010 - 2011 - 2012    |
| Décennies de l'économie : 1970 - 1980 - 1990 - 2000 - 2010 - 2020 - 2030 |

2009 en économie : Janvier Février Mars Avril Mai Juin Juillet
Août Septembre Octobre Novembre Décembre

## Chronologie

### Lundi2 février 2009
- Algérie : Le groupe public pharmaceutique Saidal annonce la conclusion d'un accord de partenariat avec le groupe cubain Heber biotic pour la production en Algérie d'un vaccin contre l'hépatite B. L'accord prévoit la fabrication du vaccin dès le mois de juin et la construction à terme d'une usine d'une capacité de production de 5 millions de doses égale aux besoins du pays pour un investissement estimé à 3,5 millions d'euros. L'Algérie a importé en 2008 pour 1,85 milliard de médicaments et veut réduire sa facture d'importation de produits pharmaceutiques en encourageant la production nationale.
- Chine : Le groupe Airbus annonce un accord renforçant sa coopération avec son partenaire chinois Xian Aircraft Industrie (XAC), filiale de l'avionneur public AVIC. Selon cet accord, XAC fournira des ailes complètes pour tous les A320 assemblés en Chine qui seront désormais entièrement achevées et testées à Tianjin, ville où Airbus a inauguré sa première ligne d'assemblage hors d'Europe et où seront produits dès 2010 des A320 monocouloirs destinés au marché local.

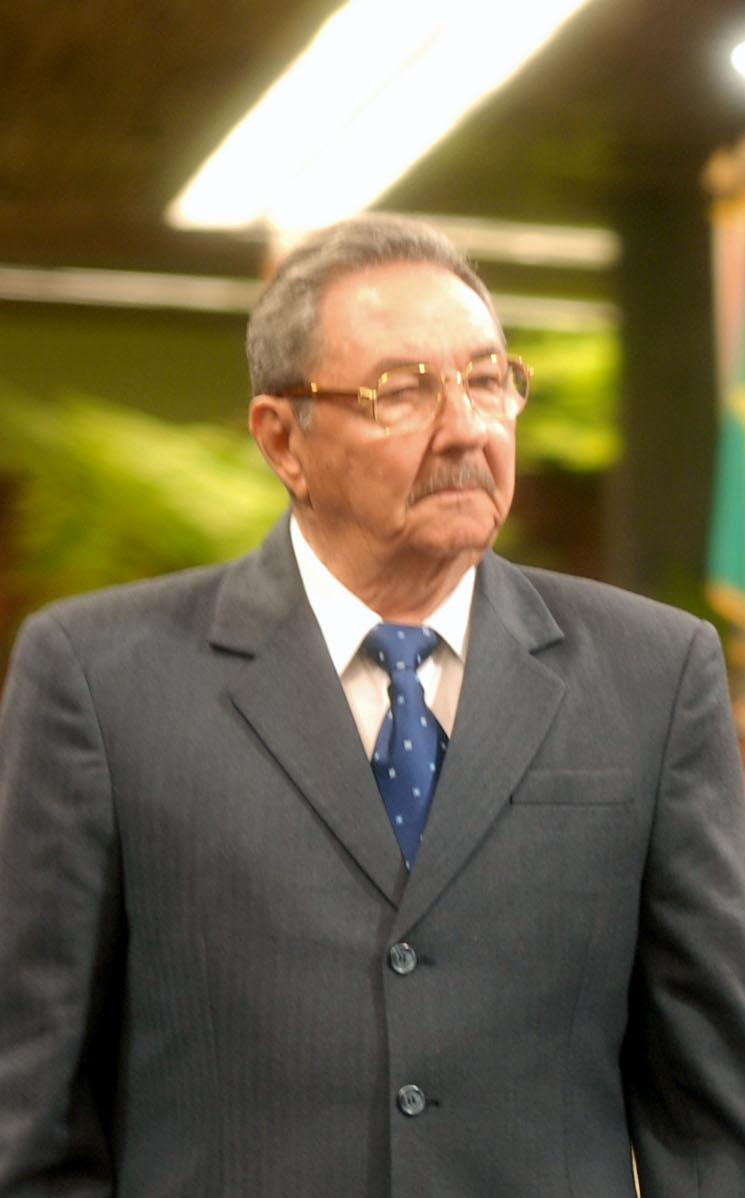
Raul Castro
(janvier 2008)

- Cuba : Dans le cadre de la réforme agraire voulue par le président Raúl Castro afin d'accroître la production nationale et de réduire les importations, Cuba va procéder à la plus vaste redistribution de terres depuis plus de quarante ans et attribuer 45 500 baux agricoles environ à de petits exploitants. En 2008, Cuba a dépendu à 40 % de l'étranger pour sa consommation alimentaire, pour un coût évalué à deux milliards de dollars. Selon Granma, le journal du Parti communiste : « Le vice-ministre de l'Agriculture, Alcides Lopez, a expliqué que 96 419 demandes avaient été reçues au 22 janvier pour 1,3 million d'acres (650 000 hectares) de terres et que 45 518 avaient reçu une réponse favorable ». Cuba compte environ 250 000 exploitations familiales et quelque 1 100 coopératives privées qui fournissent environ 70 % de la production nationale sur environ un tiers des terres. Le reste des terres appartient à l'État et la moitié de celles-ci est laissée en jachère[1].
- Espagne : le groupe automobile français PSA annonce aux syndicats la réduction de son activité dans son usine près de Madrid pour affronter la crise du secteur : « Les mauvaises perspectives de ventes pour 2009 [...] ont une répercussion sur la quantité de véhicules à produire, et évidemment sur l'organisation industrielle et le nombre de personnes nécessaires ». PSA a épuisé toutes les mesures à sa disposition dans le cadre d'accords précédemment négociés et doit donc entamer des négociations avec les syndicats pour réduire l'activité. Le projet prévoit trois types de mesures : fermeture totale de l'usine pendant un certain nombre de jours, chômage technique tournant et plan de départs volontaires. L'usine de Madrid, qui produit des Peugeot 207 et des Citroën C3, emploie 2 800 personnes. PSA dispose aussi d'une usine plus importante, de plus de 9 000 travailleurs, à Vigo (nord-ouest).
- États-Unis
  - Selon les chiffres officiels corrigés des variations saisonnières, les dépenses de consommation des ménages américains ont baissé en décembre pour le sixième mois consécutif et ont accentué leur repli en reculant de 1 % par rapport à novembre. La baisse de décembre est supérieure aux prévisions des analystes, qui tablaient sur un repli de 0,6 % après 0,8 % en novembre et 1,1 % en octobre.
  - Le groupe de distribution Macy's présente son plan de 400 millions de dollars annuels pour réduire ses coûts fixe. Parmi les mesures : la suppression de 7 000 postes de travail, soit 4 % de ses effectifs, la réduction de 5 cents du dividende trimestriel et la fermeture de 11 magasins aux performances jugées insuffisantes.
  - Le président Barack Obama met en garde le Sénat contre l'intégration de clauses protectionnistes dans la version finale du plan de redressement économique qu'il examine cette semaine, ce qui, selon lui, pourrait déclencher une guerre commerciale. Il s'agit d'un dispositif controversé du plan de relance de 819 milliards de dollars, déjà adopté par la Chambre des représentants, appelé « Acheter Américain » : « Toutes les dispositions doivent être prises pour ne pas déclencher de guerre commerciale [...] Nous ne pouvons pas envoyer de message protectionniste »
- France :
  - La ministre française de l'économie, Christine Lagarde annonce que le nombre de chômeurs a augmenté d'environ 45 000 en décembre.
  - L'usine Ford de Bordeaux qui emploie 1 600 salariés doit être reprise par la société familiale allemande Johann Hay, spécialiste des pièces mécaniques forgées et usinées pour l’automobile, et qui reprendrait l’essentiel du site aquitain de transmissions automatiques. Johann Hay emploie à ce jour 1 300 salariés sur 2 unités de production (Bockenau et Bad Sobernheim). L'usine ne produisait plus que 220 000 boîtes de type ancien contre plus de 700 000 en 2002, destinées notamment au gros 4x4 américain Ford Explorer, mais aussi à la Ford Mustang, des véhicules sur le déclin. Ford avait prévu de cesser cette activité en 2011.
- Pologne : le site industriel Volkswagen de Poznań arrête pour 3 jours toute sa production « faute de commandes » et devrait aussi l'arrêter du 23 au 27 février, de plus, les contrats des employés intérimaires n'ont pas été renouvelés. Les usines Volkswagen de la région de Poznań emploient environ 6 000 personnes et produisent des modèles Caddy, Caddy Max, et Volkswagen Transporter T5. En 2008, un nombre record de 176 400 véhicules ont quitté les usines de Poznań.
- Roumanie : le Sénat roumain vote en faveur de l'allocation d'une aide de 143 millions d'euros pour la période de 2008 à 2012, au constructeur automobile Ford, qui a repris l'ancienne usine Daewoo de Craiova (sud-ouest) en mars dernier. Le constructeur s'est engagé à investir 675 millions d'euros dans la modernisation de l'usine de Craiova, afin d'atteindre une production annuelle de 300 000 véhicules et 300 000 moteurs à partir de 2011.
- Taïwan : Le gouvernement annonce le lancement d'un plan de relance sur quatre ans destiné à créer quelque 150 000 emplois et ramener le chômage sous la barre des 4,5 % dès 2009. En décembre 2008, le taux de chômage a atteint son plus haut niveau depuis 2003 à 5,03 %. Le montant serait de 715 milliards de dollars taïwanais (21,20 milliards de dollars américains), dont 320 milliards de dollars taïwanais pour la seule année 2009. Sur les trois derniers mois, la banque centrale a abaissé six fois son taux afin de stimuler l'économie prise dans la tourmente financière mondiale.

- Union européenne :

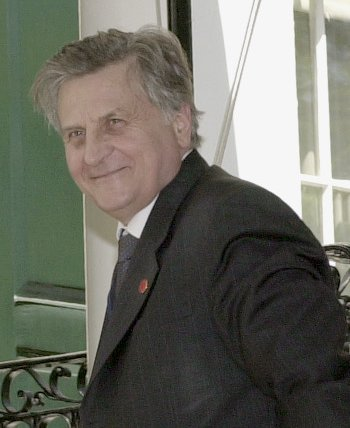
Jean-Claude Trichet
(avril 2001)

  - Le président de la Bundesbank et membre de la Banque centrale européenne, Axel Weber, rejette l'idée d'un emprunt européen relancée récemment par l'Italie pour répondre aux difficultés de certains pays à accéder au crédit en zone euro. Selon lui, cela créerait une responsabilité commune pour les dettes publiques des États de l'Union européenne qui atténuerait le caractère disciplinant des marchés financiers. L'engagement de chaque pays à tenir en ordre ses propres finances publiques est un élément clé de la constitution de l'Union monétaire. Avec la crise financière et les plans de relance conjoncturels, des pays comme la Grèce, le Portugal et l'Espagne, ont vu la qualité de leur crédit dégradée par les agences de notation, avec pour conséquence le renchérissement de leurs emprunts et le risque d'être coupés du marché du crédit.
  - Le président de la BCE, Jean-Claude Trichet, laisse entendre que la BCE ne procéderait à aucune baisse de ses taux avant mars, mais certains courtiers jugent possible une réduction dès cette semaine en raison des mauvais indicateurs récemment publiés. De ce fait l'euro et la livre ont reculé tandis que le yen a servi de valeur refuge après les très mauvaises nouvelles économiques de la semaine dernière.

### Mardi3 février 2009
- Allemagne : l'équipementier Schaeffler annonce la mise en chômage partiel de 20 000 salariés, soit les 2/3 de ses effectifs, pendant six mois, en raison de la crise persistante du marché automobile. Le temps de travail sera réduit de 20 % soit un jour travaillé en moins chaque semaine. Le groupe familial, spécialiste des roulements à billes, emploie 31 000 personnes réparties sur 25 sites.

- Canada : La Chambre des Communes approuve par 211 voix contre 91 le budget fédéral comprenant un plan de relance de l'économie de 40 milliards de dollars canadiens sur deux ans, destiné à sortir l'économie de la récession, qui prévoit notamment des allègements fiscaux pour les Canadiens à revenus faibles et moyens ainsi que quelque 12 milliards de dollars de dépenses d'infrastructures. Le parti libéral, principale formation d'opposition, ayant annoncé qu'il voterait « pour » à condition que le gouvernement rende compte régulièrement de l'efficacité du plan de relance, ce que celui-ci a accepté, la survie du gouvernement conservateur minoritaire de Stephen Harper est donc assuré. Pour financer cette relance, les conservateurs ont dû consentir des déficits de 63,5 milliards de dollars canadiens sur les deux prochains exercices budgétaires, alors que le Canada accumule les excédents depuis 11 ans et que le mot déficit était devenu tabou dans la vie politique canadienne[2].
- Corée du Sud
  - Le Fonds monétaire international révise en forte baisse sa prévision de croissance pour l'économie de la Corée du Sud passant de +2 % à -4 %. Elle devrait croître de 4,2 % en 2010.
  - La compagnie aérienne Korean Air annonce la commande de deux Airbus A380 supplémentaires pour une somme de 709,34 milliards de wons (400 millions d'euros) pour livraison en mai et juin 2014, ce qui portera sa commande totale du plus grand avion de transport de passagers au monde à 10 appareils.
- Espagne : Le nombre de chômeurs dépasse les 3,3 millions.

- États-Unis : L'équipementier en matériel de télécommunication Motorola annonce une perte nette 2008 de 4,16 milliards de dollars en 2008, causée en grande partie par d'importantes provisions passées au quatrième trimestre.
- Inde : Selon le secrétaire au Commerce, l'Inde a perdu un million de postes de travail depuis août 2008 et un demi-million d'autres vont être détruits, alors que la Fédération des organisations d'exportateurs indiens (FIEO) avait été beaucoup plus alarmiste en janvier en prévoyant au moins la perte rapide de dix millions d'emplois dans les secteurs exportateurs.
- Irlande : Le gouvernement annonce l'injection de 8 milliards d'euros dans deux des grandes banques du pays, Allied Irish Banks (AIB) et Bank of Ireland (BofI). Ces deux banques « ont participé à une intense série de discussions avec le ministère des Finances tout au long du week-end pour définir les détails de l'accord et le niveau d'argent que cela implique ». Cette injection dépasse de beaucoup le plan de recapitalisation annoncé le mois dernier par le gouvernement et qui prévoyait d'attribuer deux milliards d'euros à chacune des deux banques.

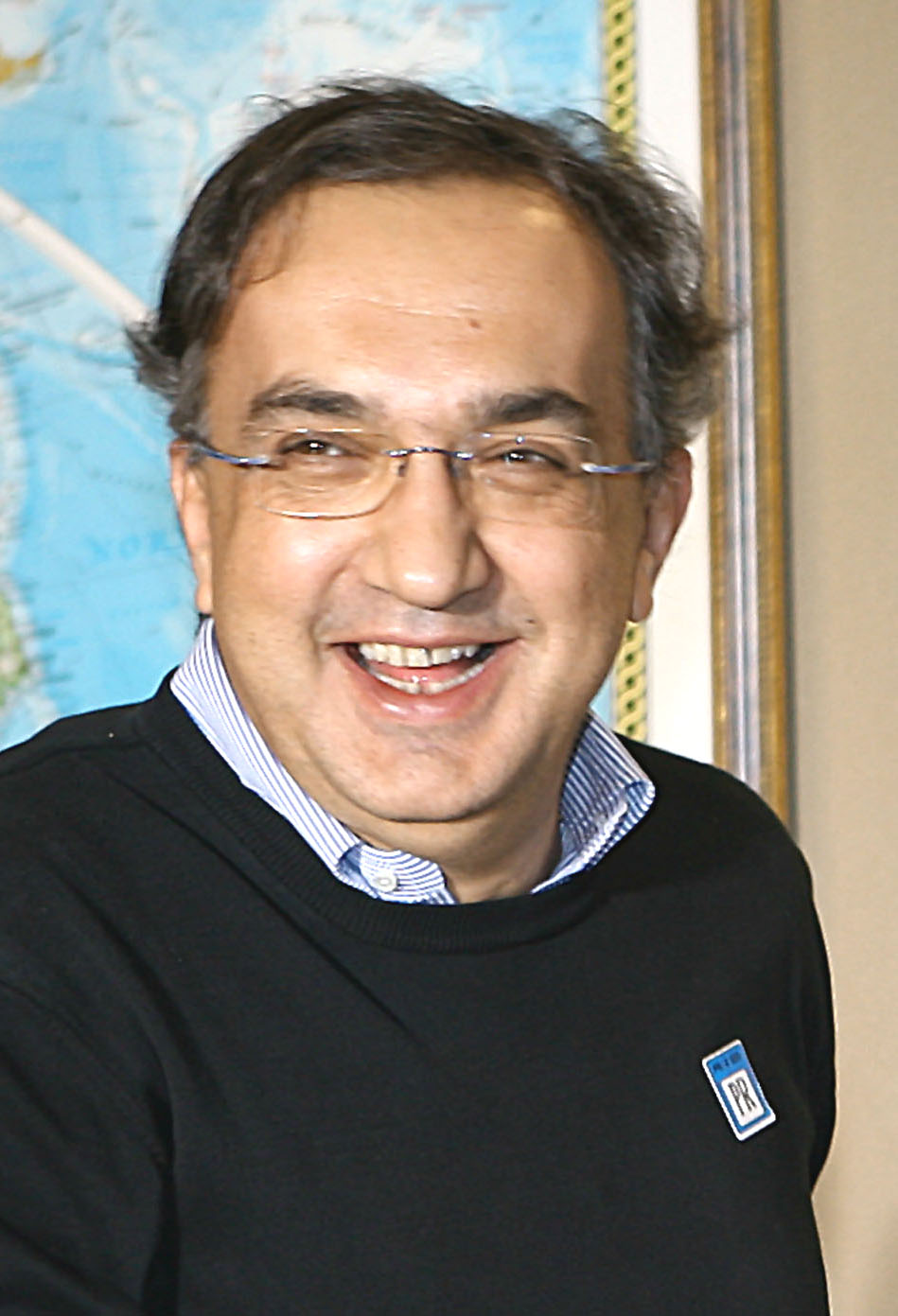
Sergio Marchionne
(novembre 2007)

- Italie : Selon Sergio Marchionne, l'alliance avec Chrysler est un « billet de loterie » qui pourrait ne rien valoir si le constructeur américain ne se redresse pas. Chrysler peut être viable, mais il n'est cependant pas sûr que le groupe ait besoin de trois marques (Chrysler, Dodge, Jeep).
- Japon : Le « gourou de la finance » Yoshiaki Murakami est condamné par la Cour d'appel de Tokyo à deux ans de prison avec sursis et à une amende de 1,15 milliard de yen (9,6 millions d'euros) pour un délit d'initié. Il a été reconnu coupable d'avoir acheté des actions du groupe de médias Nippon Broadcasting System (NBS) fin 2004 et début 2005 tout en sachant que le portail internet Livedoor, dirigé à l'époque par un autre « golden boy » déchu, Takafumi Horie, s'apprêtait à lancer une offre publique d'achat contre NBS.
- Russie : Le produit intérieur brut de la Russie a augmenté de 5,6 % en 2008 par rapport à l'année précédente, il avait augmenté de 8,1 % en 2007.

### Mercredi4 février 2009
- Sur l'année 2008, les ventes de téléphones portables dans le monde ont enregistré une croissance limitée à 3,5 %, avec 1,18 milliard de téléphones vendus, contre 1,14 milliard en 2007. Cependant avec une baisse de 12,6 % au quatrième trimestre par rapport à la même période de 2007. Les téléphones multifonctions font exception au marasme, avec une croissance des ventes de 22,5 % sur l'année.
- Allemagne : Le no 2 mondial de la réassurance, l'allemand Munich Re, annonce un bénéfice net de 1,5 milliard d'euros en 2008, selon des chiffres encore provisoires.
- Canada :
  - Le premier ministre Stephen Harper salue les propos du président américain Barack Obama qui a pris position contre la clause protectionniste incluse par les parlementaires dans son plan de relance de l'économie disant redouter une guerre commerciale : « Le président a reconnu le risque très réel de provoquer des guerres commerciales, ce qui n'est dans l'intérêt d'aucun pays, incluant les États-Unis ». Selon le ministre du Commerce international, Stockwell Day : « Le message qui nous parvient maintenant de pratiquement tous les niveaux importants de l'administration est que non seulement nous sommes entendus mais que quelque chose doit être fait » notant que « le chef de la majorité démocrate à la Chambre des représentants avait dit que les préoccupations du Canada étaient justifiées »[3].
  - Le bancassureur néerlandais ING annonce la cession de sa filiale ING Canada, leader sur le marché canadien des produits d'assurance hors assurance-vie, à des groupes d'investisseurs canadiens, pour un montant de 1,2 milliard d'euros. Sa part passera de 70 % à 7 %. ING veut se concentrer davantage sur ses « activités clés d'épargne et d'investissement ».

- Côte d'Ivoire : La société d'exploration minière Randgold Resources annonce la découverte d'un important gisement d'or, situé dans le secteur de Tongon – 630 km au nord d'Abidjan – ce gisement « représente la plus importante unité minière de la Côte d'Ivoire avec plus de quatre millions d'onces », soit environ 120 tonnes. L'exploitation « à ciel ouvert » sera menée par Tongon SA – détenue à 10 % par l'État ivoirien –, devrait commencer vers la fin 2010 et se déroulera sur dix ans, « la quantité totale de matière exploitable est estimée à 38,72 millions de tonnes d'une teneur de 2,24 grammes par tonne ». En bénéfices et taxes diverses, la mine devrait rapporter environ 500 millions de dollars à l'État ivoirien[4].
- France :
  - Selon le Syndicat des énergies renouvelables (SER), la puissance installée du parc éolien français s'est accrue de 950 mégawatts en 2008 à 3 404 MW – 1 % de la production totale d'électricité en France –, soit une progression de 37 % par rapport à 2007, représentant plus de la moitié des nouvelles capacités électriques installées en France en 2008.
  - Le groupe pharmaceutique britannique GlaxoSmithKline (GSK) va supprimer près de 850 emplois en France et se désengager de sa recherche-développement des sites d'Évreux (Eure) et des Ulis (Essonne).
- Inde : Le groupe nucléaire français Areva signe un protocole d'accord avec l'électricien public Nuclear Power Corporation of India (NPCIL) pour la construction de six réacteurs nucléaires de 3e génération (EPR) en Inde. Selon le quotidien La Tribune, le protocole d'accord porterait dès 2009 sur la construction de deux EPR, d'une capacité de 1 650 mégawatts chacun, pour une mise en service vers 2017.

- Japon :
  - Le constructeur automobile Mazda abaisse ses prévisions pour l'exercice 2008-2009, qu'il prévoit de terminer sur une perte nette de 13 milliards de yens (108 millions d'euros) alors qu'il prévoyait auparavant un bénéfice de 50 milliards. Son chiffre d'affaires a diminué de 16,7 % sur un an à 2 087,9 milliards de yens (17,4 milliards d'euros), et son bénéfice d'exploitation de 66,3 % à 36,5 milliards de yens (304 millions d'euros). Les ventes mondiales de Mazda ont reculé de 1 % sur un an à 964 000 unités. Des chutes des ventes de 10 % en Amérique du Nord et de 6 % au Japon ont été compensées par une hausse de 6 % en Europe et de 38 % en Chine.
  - Le groupe de l'électronique et de l'électroménager Panasonic annonce qu'il allait supprimer 15 000 emplois dans le monde et fermer 27 usines pour faire face à l'aggravation de sa situation financière.
  - Le constructeur automobile Mitsubishi Motors annonce son retrait total des compétitions de rallye automobile, y compris du Dakar qu'il a remporté douze fois et auquel il a participé vingt-six fois, en raison de la crise économique qui a amputé ses résultats financiers. Le constructeur qui subit comme tous ses concurrents un effondrement de ses ventes partout dans le monde, prévoit une perte nette de 60 milliards de yens (500 millions d'euros) sur l'exercice 2008-2009.
  - Un homme d'affaires japonais de 75 ans, Kazutsugi Nami, patron du groupe L&G est arrêté à Tokyo pour une gigantesque escroquerie à l'investissement portant sur au moins 126 milliards de yens (1,1 milliard d'euros), peut-être le double. Ce système pyramidal, similaire à celui utilisé par Bernard Madoff, offrant des rendements jusqu'à 36 % l'an, aurait fait 37 000 victimes, les fonds des nouveaux investisseurs servaient à payer les intérêts des plus anciens.
- Royaume-Uni : Le groupe énergétique français GDF Suez et l'opérateur électrique espagnol Iberdrola annoncent la création d'un partenariat pour « participer conjointement au développement de nouvelles centrales nucléaires au Royaume-Uni ».
- Russie : Le président de la République de Biélorussie Alexandre Loukachenko annonce que la Russie et quatre autres pays de l'ex-URSS (Biélorussie, Kazakhstan, Kirghizstan et Tadjikistan) décident à Moscou de créer un fonds commun de dix milliards de dollars pour lutter contre les conséquences de la crise économique.
- Suisse : Le groupe pharmaceutique Hoffmann-La Roche a réalisé en 2008 un chiffre d'affaires a baissé de 1 % à 45,617 milliards de francs suisses, un bénéfice d'exploitation en recul de 4 % à 13,924 milliards de francs suisses et un bénéfice net en baisse de 5 % à 10,844 milliards de francs suisses (7,3 milliards d'euros), supérieur aux prévisions des analystes.

### Jeudi5 février 2009
- Allemagne :
  - Selon l'Institut national de la statistique (INE), la production industrielle s'est effondrée de 19,6 % en décembre sur un an, en données corrigées de variations saisonnières (CVS),ce qui est la plus forte baisse depuis le début de la série statistique en 1992.
  - La première banque allemande, la Deutsche Bank, annonce la première perte nette de son histoire, d'un montant de 3,9 milliards d'euros.
- Canada : Le constructeur aéronautique Bombardier annonce la suppression de 1 360 postes de travail soit 4,5 % de sa main-d'œuvre, en raison d'une baisse de la demande pour ses avions d'affaires.
- Espagne :
  - Selon l'Institut national de la statistique (INE), la production industrielle s'est effondrée de 19,6 % en décembre sur un an, en données corrigées de variations saisonnières (CVS),ce qui est la plus forte baisse depuis le début de la série statistique en 1992.
  - Le constructeur automobile Nissan présente aux syndicats un plan de 1 680 suppressions d'emplois dans son usine de Barcelone, afin d'augmenter la productivité et d'être en mesure de fabriquer un nouveau modèle en 2010. Les mesures proposées reposent sur le volontariat et incluent un plan de formation et des redéploiements, ainsi que des indemnités de départ allant de 20 000 à 120 000 euros, plus élevées que dans d'autres plans de licenciements, selon Nissan qui emploie au total 6 100 à Barcelone, Avila et Valladolid[5].
- États-Unis :
  - Le président Barack Obama estime que l'économie américaine est chaque jour « plus malade », afin de maintenir la pression sur le Congrès et sur ses adversaires républicains et faire adopter au plus vite un gigantesque plan de relance au moment où ses amis démocrates et les républicains s'opposent au Congrès sur un tel plan de relance : « 'Notre économie est chaque jour plus malade et c'est maintenant qu'il faut administrer le remède qui remettra les Américains au travail, fera repartir notre économie et investira dans une croissance durable [...] Il n'échappe plus à personne à présent que la crise économique dont nous avons hérité est la plus profonde et la plus terrible que nous ayons connue depuis la Grande dépression [...] Si rien n'est fait, cette récession pourrait durer des années. Notre économie perdra cinq millions d'emplois supplémentaires. Le chômage approchera les 10 %. Notre pays sombrera plus profondément dans une crise qu'à un moment donné nous risquons de ne plus pouvoir résorber ».
  - Le groupe financier Visa publie un bénéfice net en hausse de 35 % à 574 millions de dollars, au quatrième trimestre 2008, à comparer avec un bénéfice de 424 millions un an auparavant. Il annonce être « en mesure » d'atteindre ses objectifs annuels malgré une dégradation attendue de l'économie en 2009.
  - Le pays compte à ce jour 4,8 millions de chômeurs indemnisés, soit le plus grand nombre jamais relevé depuis le début de la publication de cette statistique en 1967.
  - Le groupe de cosmétiques Estée Lauder annonce la suppression de 2 000 postes de travail sur deux ans, soit 6 % de ses effectifs. Son bénéfice trimestriel est en chute de près de 30 %.
  - Le constructeur aéronautique Boeing annonce que la compagnie de location d'avions LCAL, basée à Dubaï, a décidé d'annuler la commande de 16 Boeing 787 Dreamliner, sur les 21 appareils de ce type déjà commandés par la compagnie.
- France : Le constructeur Citroën annonce pour 2010 le nouveau lancement de production de la mythique DS qu'il avait abandonnée depuis 1975 : « Il ne s'agira pas d'un seul modèle mais d'une ligne haut de gamme, complémentaire de la gamme traditionnelle de la marque au double chevron, déclinée en plusieurs véhicules à partir de 2010 ». Il a dévoilé un prototype, nommé DS Inside et qui préfigure la future DS3 mais offre peu de ressemblance avec la mythique berline des années 1950 à 1970. Une DS4 sortira en 2011 et une DS5 sortira en 2012. Chez PSA Peugeot Citroën, les immatriculations de voitures particulières ont baissé de 11,2 % en 2008.
- Japon :
  - Le no 1 mondial de l'automobile Toyota annonce prévoir une perte record de 350 milliards de yens (2,9 milliards d'euros) pour l'exercice 2008-2009, avec une perte d'exploitation trois fois pire que prévu.
  - Le constructeur de poids-lourds Isuzu annonce prévoir une perte nette de 15 milliards de yens (125 millions d'euros) au terme de l'exercice 2008-2009, à cause d'une chute de la demande et de la hausse du yen.
  - Le groupe de produits électroniques Sharp annonce prévoir de lourdes pertes financières, à cause d'une chute de la demande et de la hausse du yen. Il annonce la suppression de 1 500 emplois et l'arrêt de lignes de production.
  - Le groupe de technologies de l'image et de systèmes médicaux Olympus annonce prévoir une perte nette de 45 milliards de yens (375 millions d'euros) au terme de l'exercice 2008-2009, à cause d'une chute de la demande et de la hausse du yen et de pertes financières de 30 milliards de yens, alors qu'il espérait un gain de 19 milliards de yens.
- Pays-Bas : Le groupe d'agroalimentaire et de cosmétiques anglo-néerlandais Unilever publie un bénéfice net 2008 en hausse de 28 % pour 2008, à 5,29 milliards d'euros.
- Royaume-Uni :
  - La Banque d'Angleterre abaisse son taux d'intérêt directeur d'un demi-point, à 1 %, un nouveau niveau inédit depuis la création de l'institution en 1694.
  - Le secteur automobile britannique continue à s'enfoncer dans la crise, les ventes de voitures neuves ont chuté de 30,9 % en janvier 2009 par rapport à janvier 2008. Ford a dit vouloir supprimer 850 postes dans le pays.
- Suisse :
  - Le pays est touché à son tour par le ralentissement économique mondial, enregistrant fin 2008 un taux de chômage de 3,0 %, contre 2,8 % fin 2007. Fin janvier le taux est passée à 3,3 %, 128 430 personnes étaient inscrites au chômage auprès des offices régionaux de placement.
  - Le groupe d'agrochimie Syngenta, no 1 mondial de l'agrochimie, a réalisé en 2008 des ventes en hausse de 26 % à 11,624 milliards de dollars, un bénéfice net en hausse de 25 % à 1,385 milliard de dollars (1,1 milliard d'euros) et s'est dit « confiant » dans les perspectives du groupe pour 2009. L'année écoulée « a été une excellente année pour l'agriculture » et Syngenta a été en mesure de « profiter de conditions de marché avantageuses » en tirant profit de la croissance « particulièrement forte » dans les marchés émergents, qui représentent plus d'un tiers de ses ventes.
- République tchèque :
  - La banque centrale tchèque annonce abaisser son principal taux directeur de 0,50 point à 1,75 %, son niveau le plus bas depuis octobre 2005 afin de soutenir la croissance et juguler l'inflation.
  - La Commission européenne autorise le rachat du fabricant tchèque de médicaments génériques Zentiva par le groupe pharmaceutique français Sanofi-Aventis, qui a accepté de céder certains produits.
- Union européenne :
  - La Commission européenne soupçonne l'existence d'un cartel dans le secteur de l'acier et a accusé plusieurs sociétés en leur envoyant des communications de griefs. Les soupçons concernent plus spécifiquement des fournisseurs de fils d'acier utilisés pour renforcer des matériaux de construction, comme le béton armé. Si les faits sont avérés, les entreprises encourent une amende pouvant atteindre 10 % de leur chiffre d'affaires.
  - Orange Vallée, division de France Télécom consacrée à l'innovation, annonce le lancement prochain d'un site internet gratuit de musique à la demande, « WorMee », qui donnera accès à un catalogue de « 4 millions de titres à terme ». Il s'agira d'un « service communautaire », construit comme un réseau social (messagerie, amis, groupes...) qui sera le concurrent de Deezer. Il sera financé par les recettes publicitaires ainsi que par le téléchargement. Ils espèrent proposer la quasi-totalité, du « catalogue musical mondial » grâce à des accords avec des majors du disque et des éditeurs indépendants. Il sera également possible d'écouter gratuitement un bouquet de 4 000 radios du monde entier[6].

### Vendredi6 février 2009
- Afrique : L'ONG Vétérinaires sans frontières annonce avoir découvert que certains laits en poudre commercialisés en Tanzanie et dans d'autres pays d'Afrique contiennent de la mélanine. Leur fabrication remonte à mai 2008 avant la découverte du scandale en Chine mais continuent à être commercialisés sur le marché africain. Selon l'étude de l'ONG, 6 % des échantillons tanzaniens étudiés contenaient de ce lait contaminé. L'affaire est d'autant plus grave que l'alimentation au lait en poudre est conseillée aux mères africaines infectées par le virus du sida. Aucune étude n'a été faite pour savoir si ce lait contaminé a fait des victimes en Afrique. Présente depuis cinq ans en Tanzanie, l'ONG qui travaille étroitement avec les services vétérinaires et de santé officiels, tente depuis peu de mettre sur pied des laboratoires de qualité en Afrique orientale pour détecter les contaminations dans les produits alimentaires, en l'absence actuelle de tout contrôle de ce type sur le continent africain[7].
- Canada : Le pays a perdu 129 000 emplois en janvier, ce qui constitue un record de pertes depuis plus de 30 ans, avec un taux de chômage à 7,2 %. Selon le premier ministre Stephen Harper, le Canada doit s'attendre à « d'importantes pertes d'emplois » : « Ce sont de mauvaises nouvelles [...] Pire encore sont les nouvelles en provenance des États-Unis indiquant que dans la récession jusqu'à maintenant, on a perdu plus de 3 millions d'emplois. C'est un chiffre incroyable [...] Les États-Unis demeurent l'épicentre de la crise actuelle et cela reste inquiétant ».
- Chine : Le centre et le nord de la Chine sont touchés depuis trois mois par une sécheresse hivernale exceptionnelle, les provinces les plus touchées sont celles du nord et de l'est du pays: Gansu, Shaanxi, Shanxi, Henan, Hebei, Shandong et Anhui, ainsi que Pékin. Le Centre national de lutte contre la sécheresse et de contrôle des inondations ordonne l'état d'urgence maximale en raison de l'aggravation de la sécheresse qui menace l'approvisionnement en eau de millions de personnes et les récoltes de blé d'hiver. 43 % de la superficie des cultures de blé d'hiver est menacée après que certaines zones n'ont pas vu une goutte depuis cent jours. Quelque 300 millions de yuans supplémentaires (30 millions d'euros) ont été débloqués par le gouvernement en plus des 100 millions déjà annoncés pour lutter contre les conséquences du manque d'eau pour l'agriculture et la population des zones concernées.

- États-Unis : Le ministère du travail publie les chiffres officiels de l'emploi corrigés des variations saisonnières : 598 000 emplois ont été supprimés en janvier 2009. Le service statistique corrige aussi à la hausse ses chiffres pour décembre 2008 avec 577 000 suppressions contre 524 000 annoncés initialement. Le taux de chômage s'établit à 7,6 % (+0,4 point), son plus haut niveau depuis septembre 1992.
- France :
  - La CNP Assurances, premier assureur français des personnes, enregistre une baisse de 10,2 % de son chiffre d'affaires en 2008, principalement du fait d'un fort recul en assurance vie, avec 28,3 milliards d'euros sur l'année, contre 31,5 milliards d'euros en 2007. La CNP pâtit du fort repli de l'activité épargne (-16,9 %), qui comprend l'assurance vie et capitalisation.
  - Les Douanes annoncent un déficit record du commerce extérieur français à 55,7 milliards d'euros en 2008, supérieur au record de 2007 qui s'était établi à 40,5 milliards d'euros. Sur l'année, les exportations ont augmenté à 409,6 milliards d'euros (contre 401,3 en 2007), mais les importations ont encore plus nettement augmenté à 465,3 milliards d'euros (contre 442).
- Japon : Le premier ministre Taro Aso annonce l'élaboration d'un « New Deal vert » pour contrecarrer la double menace du réchauffement climatique et de la crise économique. Le plan de relance sera centré sur la lutte contre les gaz à effet de serre, le but étant de réduire de 15 % d'ici 2020 les émissions de dioxyde de carbone par rapport aux niveaux de 1990. Un comité consultatif sur le réchauffement climatique, doit recueillir les avis d'un éventail de personnalités, notamment du monde des affaires, avant de proposer en juin des recommandations formelles à l'intention du premier ministre. Le projet pourrait nécessiter une multiplication par 20 de l'utilisation de l'électricité solaire et une hausse de 40 % de l'utilisation de véhicules propres de prochaine génération.
- Pays-Bas : La production industrielle 2008 des Pays-Bas a baissé d'un peu plus de 1 % alors qu'elle avait augmenté de 3 % environ en 2007. En décembre 2008, elle a chuté de 13 % par rapport à décembre 2007.

### Samedi7 février 2009
- États-Unis : Deux nouvelles banques régionales ont été fermées par les autorités et leurs dépôts ont été repris par des banques concurrentes. Il s'agit de la County Bank de Merced (Californie, 1,7 milliard de dollars en actifs et 1,3 milliard de dollars en dépôts), de Alliance Bank de Culver City (Californie, 1,14 milliard en actifs et 951 millions de dollars en dépôt).
- France : Un accord sur un « code éthique » a été trouvé entre les banques et les autorités de régulation en contrepartie de l'aide publique au secteur. Il devrait s'appliquera pour les primes versées au début de 2010 afin de limiter les bonus des traders, qui avaient atteint des niveaux record en 2007. Lors de son intervention radiotélévisée, le président Nicolas Sarkozy a fustigé « le système de rémunération de ceux qu'on appelle les traders, ces jeunes gens qui jouaient à spéculer [et dont] les rémunérations étaient indexées sur la prime de risques [...] Ça a conduit à la catastrophe que l'on sait ».
- Italie : Le Fonds monétaire international estime que : « Comme le reste de la zone euro, l'Italie est actuellement durement frappée par la dégradation de l'environnement économique, même si son secteur financier a continué à relativement bien résister [...] La récession s'aggrave et, même si une reprise progressive est prévue en 2010, la possibilité que le recul de l'activité se prolonge ne peut pas être écartée ». Le pays va connaître trois années consécutives de contraction du produit intérieur brut (-0,6 % en 2008, -2,1 % en 2009 et -0,5 % en 2010). Le FMI s'inquiète de l'aggravation du déficit public, qui atteindrait l'équivalent de 2,7 % du produit intérieur brut cette année et 3,9 % la suivante. La dette publique devrait passer de 105,6 % du PIB cette année à 109,4 % en 2010. Le FMI souligne « l'importance de la réduction de la réglementation, de l'accroissement de la concurrence, et de l'amélioration de l'environnement pour les entreprises pour augmenter la productivité et le potentiel de croissance de l'Italie ».
- Taïwan : Plus de 800 entreprises taïwanaises se sont engagées à ne pas licencier pendant un an pour aider le gouvernement à remédier au problème du chômage croissant sur fond de ralentissement global. En contrepartie, les sociétés privées des différents secteurs seront éligibles aux prêts et subventions du gouvernement dans le cadre du plan d'aide de 715 milliards de dollars taïwanais (21,20 milliards de dollars US) destiné à créer 150 000 emplois afin de réduire le taux de chômage à 4,5 % cette année. Le taux de chômage a atteint 5,03 % en décembre 2008. Les analystes prévoient que la situation de l'emploi continuera à se détériorer en raison d'une baisse record des exportations, notamment d'articles électroniques.

### Dimanche8 février 2009
- Royaume-Uni : Le ministre des finances, Alistair Darling, annonce demander un rapport indépendant sur la gestion des banques et des bonus de leurs dirigeants : « Nous ne pouvons pas faire comme si de rien n'était. J'attends de l'étude des recommandations sur l'efficacité de la gestion du risque de la part des conseils d'administration des banques, notamment sur l'influence de la rémunération sur la prise de risque [...] Tout le monde a intérêt à ce que les banques soient bien gouvernées. Ce serait une erreur de récompenser des gens dont les risques excessifs ont fait plonger les banques et causé le malheur de millions de clients ».

### Lundi9 février 2009
- Afrique du Sud : Le groupe Anglo Platinum, premier producteur mondial de platine, annonce la suppression prochaine de quelque 10 000 emplois dans le monde, dont quelque 6 000 emplois contractuels, à cause de la chute des cours et de l'effondrement de la demande du secteur automobile. Fin 2008, le groupe employait quelque 77 000 personnes salariés et contractuels. Ces suppressions d'emploi représentent 13 % des 77 000 salariés et contractuels de l'entreprise. Le cours du platine s'est effondré de 2 000 à 800 dollars par once depuis le début de la crise.
- Chine : Près de la moitié des fabricants chinois de jouets ont fermé en 2008, atteints par la chute des exportations dans ce secteur mis à mal par des problèmes de qualité et la crise internationale. Selon les statistiques douanières, le nombre d'entreprises productrices et exportatrices de jouets est passé de fin 2007 à fin 2008 de 8 610 à 4 388. Les exportations ont cependant progressé de 1,8 % à 8,6 milliards de dollars. Le secteur a été fortement touché par la hausse des coûts de production en Chine et celle du yuan mais également, par le durcissement des normes de qualité à l'étranger, après une série de mises en cause et de rappels de jouets chinois depuis 2007.
- États-Unis : Dans le cadre de l'Affaire Madoff, la Securities and Exchange Commission (SEC) annonce le départ de la responsable chargée de veiller à la bonne application de sa réglementation, du fait de ses insuffisances dans ce domaine. Linda Chatman Thomsen qui dirigeait ce service depuis 2005, a été contrainte à défendre fin janvier le bilan de l'organisme devant une commission bancaire du Sénat.
- France :
  - L'État va prêter 6 milliards d'euros à Renault et PSA Peugeot Citroën, une somme répartie à parité entre les deux constructeurs automobiles français, dans le cas de son plan d'aide au secteur. Les deux constructeurs doivent s'engager, en contrepartie de cette aide, à freiner les délocalisations, modérer la distribution des dividendes mais aussi contribuer à éviter les plans sociaux chez les fournisseurs.
  - Selon l'Autorité de régulation des télécoms (Arcep), plus de 58 millions des Français sont clients de la téléphonie mobile, fin décembre 2008, soit un taux de pénétration de 91,3 %, étaient clients à la téléphonie mobile, dont : 39,2 millions abonnés, 18,8 millions utilisateurs d'une carte prépayée, 49,2 millions de clients particuliers et 986 000 utilisaient une clé 3G qui permet d'accéder à internet sur un ordinateur.
- Inde : La croissance économique devrait enregistrer un taux de 7,1 % pour l'année budgétaire s'achevant fin mars, contre 9 % l'an passé, soit la plus mauvaise performance depuis 2003 pour la 10e puissance économique mondiale.
- Japon : Nissan annonce une perte de 1,35 milliard d'euros pour l'exerce terminant fin mars et la suppression de 20 000 emplois d'ici à mars 2010.
- Suisse : Selon la fédération ChocoSuisse, malgré le ralentissement conjoncturel mondial, les ventes de chocolat suisse ont connu une hausse record du chiffre d'affaires en 2008, qui table cette année encore sur une croissance. En volume, les ventes ont augmenté de 2 % à 184 969 tonnes et de 9,3 % en chiffre d'affaires.
- Union européenne :
  - Le président de la Commission européenne, José Manuel Barroso, exhorte les pays de l'UE à éviter de recourir au protectionnisme face à la crise, au moment où la France fait l'objet de critiques en ce sens avec son plan d'aide à l'automobile : « Il est très important qu'au plus haut niveau nous gardions une approche commune qui respecte les principes de l'Union européenne ». La France a dernièrement était accusée par la présidence tchèque de l'UE de céder aux sirènes protectionnistes avec son plan d'aide au secteur automobile national.
  - Les salles de cinéma ont accueilli en 2008 920 millions de spectateurs en Europe, soit une progression de 0,3 % sur un an, selon l'Observatoire européen de l'audiovisuel. Parmi les plus importantes fréquentations : la France (188,8 millions d'entrées, +6,2 %), le Royaume-Uni (164,2 M, +1,1 %) et l'Allemagne (129,4 M, +3,2 %) et l'Espagne (108 M., -7,6 %).

### Mardi10 février 2009
- Canada : Le conglomérat industriel japonais Toshiba et la compagnie d'électricité de Tokyo, Tepco annoncent leur entrée indirecte au capital du producteur d'uranium canadien, Uranium One, pour faciliter l'approvisionnement en combustible nucléaire de leurs réacteurs. Associés à la société de financement Japan bank for international cooperation (JBIC), ils vont prendre 19,95 % d'Uranium One pour 270 millions de dollars canadiens (170 millions d'euros), dans le cadre d'une augmentation de capital via l'émission de nouveaux titres, via JUMI, une société commune créée spécialement. Toshiba, développe des réacteurs nucléaires sous sa propre marque et celle de sa filiale américaine Westinghouse. Tepco cherche « optimiser sa chaîne d'achat de combustible pour ses centrales nucléaires », ce qui passe par « la diversification des canaux d'approvisionnement ».
- Chine : Selon l'Association des constructeurs chinois, la Chine est devenue en janvier le premier marché automobile mondial devant les États-Unis. En janvier, 735 000 voitures ont été vendues et 659 000 ont été produites, alors que les ventes aux États-Unis en janvier ont chuté de 37 %, à 656 976 véhicules.
- Espagne : Le groupe énergétique Gas Natural annonce un bénéfice net 2008 de 1 057 milliards d'euros contre 959 millions en 2007. Le groupe s'est lancé dans l'acquisition de l'électricien espagnol Union Fenosa pour un montant de 16,75 milliards d'euros prévoyant une augmentation de capital de 3,5 milliards €.

- États-Unis :
  - Le secrétaire au Trésor, Tim Geithner, présente une nouvelle version du plan de sauvetage du système financier, censée modifier et compléter le plan de 700 milliards de dollars voté en octobre par le Congrès, à la demande de l'administration Bush. L'État a déjà dépensé 350 milliards de dollars dans le cadre de ce plan et doit arrêter sa stratégie sur la meilleure façon d'utiliser l'autre moitié de l'enveloppe. Il s'agit, selon Tim Geithner, de « relancer le crédit », de « nettoyer et renforcer les banques » et de « fournir une aide vitale pour les propriétaires immobiliers et les petites entreprises ».
  - Le constructeur automobile General Motors annonce la réduction de son personnel administratif de 10 000 postes de travail dès 2009.
- Finlande : Le groupe de technologies de l'information Tieto annonce un bénéfice net 2008 à 60,5 millions € contre une perte de 31,2 millions € en 2007 entraînées par des coûts de restructuration. Son chiffre d'affaires 2008 est en progression de 5 % à 1,87 milliard €. Cependant les perspectives ne sont pas bonnes selon le PDG, Hannu Syrjälä. Tieto est un des leaders européens dans la prestation de services pour les systèmes informatiques et réseaux des entreprises.
- France : Le PDG de PSA Peugeot Citroën, Christian Streiff qualifie d'« équilibré » le plan d'aide à l'industrie automobile de 6,5 milliards d'euros, assurant que « l'industrie automobile n'a pas fauté. Nous avons fait notre métier », accusant les banques de ne pas faire « leur travail de prêteur » : « si [le système bancaire] fonctionnait un tout petit peu, nous n'aurions rien demandé à l'État ».
- Japon : Le groupe de jeux Sega Sammy prévoit une perte nette de 21,5 milliards de yens (180 millions d'euros) pour l'année 2008-2009, à cause de frais supplémentaires de restructuration pour se défaire d'activités anémiées. Son chiffre d'affaires annuel ne sera que de 435 milliards de yens (3,65 milliards d'euros), contre 470 milliards auparavant espérés, et son profit d'exploitation plafonnera à 2,5 milliards au lieu de 15 envisagés. Au Japon, Sega Sammy prévoit de fermer 110 salles de divertissements multimédias sur les 350 en activité.
- Suisse :
  - Selon le Département fédéral des Finances, la Suisse a bouclé l'année 2008 sur un déficit budgétaire de 3,6 milliards de francs suisses (2,4 milliards d'euros), notamment en raison de dépenses liées au plan de sauvetage de la banque UBS. Le budget ordinaire a été excédentaire de 7,3 milliards FS alors que le budget extraordinaire est en déficit de 11 milliards FS dont 5,9 pour renforcer le système financier. La dette du pays s'est accrue de 800 millions FS pour 121,8 milliards fin 2008.
  - Le groupe chimique Ciba, passé sous contrôle de l'allemand BASF, annonce une perte d'exploitation de 564 millions de francs suisses (374 millions d'euros) contre un bénéfice de 237 millions un an plus tôt. Son chiffre d'affaires ressort en baisse de 9 % à 5,92 milliards FS (3,9 milliards d'euros). La marge d'exploitation avant restructuration se monte à 5,2 % contre 8,5 % en 2007. La perte nette est de 41 millions FS contre un bénéfice de 84 millions durant la même période de 2007.
- Royaume-Uni :
  - Les anciens dirigeants des groupes bancaires britanniques, Royal Bank of Scotland (Tom McKillop et Fred Goodwin) et HBOS (Lord Stevenson et Andy Hornby), présentent leurs excuses « complètes » et « sans réserves » pour leur responsabilité dans la crise financière, qui a conduit à la nationalisation partielle de leurs établissements. L'ancien président de RBS a admis que l'achat de la banque néerlandaise ABN Amro (plus grosse acquisition de l'histoire du secteur bancaire réalisée en 2007 en partenariat avec Fortis et Santander), qui s'est révélée une opération ruineuse, avait été « une erreur » : « Nous avons surpayé ABN Amro [et] ce que nous avons payé n'en valait pas la peine ».
  - La banque Royal Bank of Scotland annonce la prochaine suppression de 2 300 emplois, soit 2 % de son effectif au Royaume-Uni.
- Suisse :
  - Selon le département fédéral des Finances, la Suisse a bouclé l'année 2008 sur un déficit budgétaire de 3,6 milliards de francs suisses (2,4 milliards d'euros), notamment en raison de dépenses liées au plan de sauvetage de la banque UBS. Le budget ordinaire a été excédentaire de 7,3 milliards FS alors que le budget extraordinaire est en déficit de 11 milliards FS dont 5,9 pour renforcer le système financier. La dette du pays s'est accrue de 800 millions FS pour 121,8 milliards fin 2008.
  - Le groupe chimique Ciba, passé sous contrôle de l'allemand BASF, annonce une perte d'exploitation de 564 millions de francs suisses (374 millions d'euros) contre un bénéfice de 237 millions un an plus tôt. Son chiffre d'affaires ressort en baisse de 9 % à 5,92 milliards FS (3,9 milliards d'euros). La marge d'exploitation avant restructuration se monte à 5,2 % contre 8,5 % en 2007. La perte nette est de 41 millions FS contre un bénéfice de 84 millions durant la même période de 2007.
- Union européenne :
  - La Banque centrale européenne va lancer une opération dite de « réglage fin » au taux minimum de 2 % afin d'absorber des liquidités du marché monétaire de la zone euro après avoir constaté un large excédent. La BCE procède régulièrement à ce type d'opération au dernier jour de la constitution par les banques de leurs réserves minimum obligatoires. La BCE tente à ces occasions de drainer les excès de liquidités du marché, accumulées par les banques qui rechignent toujours à se prêter entre elles et préfèrent mettre leur cash de côté.
  - L'opérateur satellitaire Eutelsat prévoit une croissance annuelle supérieure à ses objectifs. Toutes ses « activités sont en progression » bénéficiant de « son statut d'infrastructure clé au cœur de l'économie numérique ».

### Mercredi11 février 2009
- Le prix Nobel d'économie, Paul Krugman, ardent défenseur du rôle social de l'État dans l'économie de marché, affirme que seule la dépense publique était efficace dans l'idée de relancer l'économie, contrairement aux baisses d'impôts : « Toute tentative pour donner un sens au rôle de l'État pour soutenir la demande semble pencher vers une dépense accrue de l'État plutôt que vers les baisses d'impôt [...] On obtient un rendement bien plus élevé de la dépense en infrastructure que de baisses d'impôts [...] Le retour sur investissement est probablement deux fois meilleur quand on dépense que quand on réduit les impôts, peut-être trois fois [critiquant] le courant politique qui a accepté que l'État n'est pas la solution, que l'État est le problème », selon une formule célèbre du président Ronald Reagan en 1981. Les États-Unis doivent selon lui « dépasser l'aversion et la crainte du fait que si des dépenses publiques en masse nous aident à sortir de cette crise, les gens vont commencer à penser du bien de la dépense publique ».
- Allemagne : Le constructeur d'automobiles Volkswagen annonce une alliance avec le groupe japonais Toshiba axée sur le développement de moteurs qui doit l'aider à réaliser son ambition de devenir le premier constructeur de voitures électriques sûres et accessibles au plus grand nombre. La coopération portera sur le développement de moteurs électriques et d'appareils électroniques pour une nouvelle famille de véhicules : « L'objectif de Volkswagen est d'être le premier constructeur à proposer des solutions en série pour des véhicules électriques à zéro émission, abordables financièrement et sûrs ».
- Brésil : Carrefour Brésil a versé près de 36 millions de dollars d'indemnités à son ancien président, Francesco de Marchi Gherini, pour sa participation à la croissance des affaires du groupe français au Brésil, à l'issue d'un procès de sept ans avec des audiences dans des tribunaux en France et au Brésil. Ce directeur a été responsable de l'implantation de la chaîne d'hypermarchés Carrefour dans les années 1970 au Brésil et il a présidé la filiale brésilienne pendant 13 ans, de 1975 à 1988, date à laquelle il a quitté le groupe. Il détenait 1 % des actions de Carrefour au Brésil.

- Danemark : Le constructeur d'éoliennes Vestas, no 1 mondial du secteur, présente des résultats en forte hausse pour 2008 grâce à l'excellente tenue de ses activités, se disant optimiste pour 2009. Le groupe a dégagé un bénéfice net 2008 en hausse de 75,6 % à 511 millions d'euros sur un chiffre d'affaires 2008 de 6,03 milliards € en hausse de 24 % en glissement annuel. Le bénéfice d'exploitation 2008 a grimpé de 50,8 % à 668 millions €.
- États-Unis
  - Le déficit fédéral a enregistré un montant record pour les quatre derniers mois à 598 milliards de dollars.
  - Les deux chambres du Congrès américain sont parvenues à un compromis sur le plan de relance s'élevant désormais à 789 milliards de dollars. Il comporte plus d'un tiers d'allègements fiscaux. Les deux chambres vont devoir adopter ce texte de compromis avant de le soumettre au président Barack Obama pour promulgation. Ce plan destiné à faire face à la crise économique, vise à créer 3,5 millions d'emplois.
- Grèce : Le conseil de la concurrence grec a condamné le groupe suisse Nestlé à une amende de 29 millions d'euros pour abus de position dominante sur le marché du café instantané.
- Inde : Ouverture du 7e Aero India sur la base militaire de Bangalore (sud) où se réunissent les géants mondiaux de l'aéronautique militaire, en pleine crise économique mondiale et dans un contexte de tensions avec le Pakistan. Pendant 5 jours ce salon biennal rassemble 600 exposants de l'armement et de l'aéronautique de défense de 25 pays. L'Inde, équipée à 70 % de matériel russe, est le premier marché d'armements des pays émergents, avec 50 milliards de dollars de contrats potentiels ici à 2018 pour moderniser la quatrième armée du monde en termes d'effectifs. Son budget de la défense représente 2,5 % du PIB et le pays a acheté pour 28 milliards de dollars d'équipements depuis l'an 2000.
- Irlande : Le gouvernement annonce l'injection de 7 milliards d'euros dans les deux principales banques du pays, Allied Irish Banks (AIB) et Bank of Ireland (BofI) soit un montant plus important que celui évoquée en décembre pour 4 milliards d'euros. Selon le ministre des Finances, Brian Lenihan : L'État n'a pas l'intention de prendre le contrôle de ces banques. En échange de cette aide financière, équitablement répartie, les deux banques s'engagent notamment à réduire d'au moins un tiers la rémunération des dirigeants, de 25 % celle des responsables non exécutifs, et à supprimer tout bonus et toute augmentation de salaire jusqu'à la fin 2009. En outre, elles ont accepté un moratoire sur les saisies immobilières pour les propriétaires les plus en difficulté, et de ne pas engager de telles procédures pour les résidences principales avant douze mois d'arriérés.
- Nigeria : Les sociétés américaines de services pétroliers Halliburton et Kellogg Brown & Root LLC (KBR) sont condamnées par un tribunal nigérian à une amende de 579 millions de dollars pour avoir versé « pendant dix ans des pots-de-vin à des responsables du gouvernement nigérian afin d'obtenir des passations de marchés et des contrats de construction et d'ingénierie ». Ces deux entreprises ont remporté des contrats de « plus de 6 milliards de dollars » entre 1995 et 2004 afin de construire une usine de gaz liquéfié à Bonny Island, pour Nigeria LNG Ltd, qui appartient à 49 % à l'État nigérian.
- Royaume-Uni : La Banque d'Angleterre livre dans son rapport trimestriel, des pronostics très pessimistes pour l'économie britannique. La contraction du produit intérieur brut (PIB) britannique pourrait atteindre 4 % sur un an, mi-2009, et même 6 % dans la pire des hypothèses. Pendant ce temps, le crédit resterait gelé et le chômage s'envolerait. Le pays est confirmé en récession avec un recul du PIB de 1,5 % au quatrième trimestre 2008, après un recul de 0,6 % au troisième trimestre.
- Suède : Le groupe d'aciers spéciaux SSAB annonce un bénéfice net 2008 record de 6,99 milliards de couronnes suédoises (648 millions d'euros) en hausse de 50 % par rapport à 2007. Le bénéfice d'exploitation bondit de 20 % à 9,5 milliards et le chiffre d'affaires grimpe de 34 % à 54,32 milliards. Cependant, « le quatrième trimestre 2008 a été très inférieur à celui de 2007 [...] la demande a baissé dans toutes les branches et dans toutes les zones géographiques », le bénéfice net plongeant de 39,7 % et bénéfice opérationnel plongeant de 62 % alors que le chiffre d'affaires progresse de 7 % en rythme annuel.

### Jeudi12 février 2009
- Angola : Le pays est durement frappé par la chute des cours du pétrole et a vu ses revenus fondre alors qu'il tire 90 % de ses recettes du pétrole. L'État révise son budget à la baisse et prévoit de couper dans les 32,5 milliards d'euros de ses dépenses initialement programmées dans le budget 2009. Un tiers du budget devait être consacré aux dépenses sociales, dans ce pays où plus de 66 % de la population continue de vivre en dessous du seuil de pauvreté, sept ans après la fin d'une longue guerre civile (1975-2002). Le ministre des Finances, Manuel Nunes déclare : « Nous allons continuer nos efforts pour lutter contre la faim, la pauvreté et pour mener à terme les principaux investissements publics [...] L'Angola ne sera pas en récession et nous n'aurons pas une croissance économique inférieure à la croissance démographique, qui est d'environ 3 % ».
- Chine :
  - La hausse de la masse monétaire M2 s'est accélérée en janvier en Chine, avec une augmentation de 18,79 % en glissement annuel, le gouvernement encourageant son expansion. Les nouveaux prêts en yuans ont totalisé 1 620 milliards de yuans (184 milliards d'euros) le mois dernier, pour 814 millions en janvier 2008. Le gouvernement encourage les banques à octroyer des crédits, dans le cadre de son grand plan de plus de 450 milliards d'euros visant à stimuler l'économie, via notamment des investissements, en grande partie financés par les gouvernements locaux et les entreprises.
  - Le producteur de lait chinois Sanlu, laminé par la crise du lait frelaté à la mélamine, est déclaré en faillite par un tribunal du nord de la Chine. Le groupe, dont le siège est à Shijiazhuang étant dans l'impossibilité de rembourser ses dettes qui s'élevaient à 1,1 milliard de yuans (125 millions d'euros), dont 902 millions empruntés en décembre, pour payer les frais médicaux des 300 000 enfants victimes de son lait, atteints de problèmes rénaux. L'entreprise Sanlu, dont le groupe néo-zélandais Fonterra était actionnaire, a été la principale accusée au sein des 22 compagnies mises en cause et a arrêté toute production dès le 12 septembre. Elle produisait et traitait 5 100 tonnes de lait par jour.
  - Le groupe de l'aluminium Chinalco va investir 19,5 milliards de dollars américains dans le groupe minier anglo-australien Rio Tinto. Il s'agit du plus gros investissement chinois jamais réalisé à l'étranger.
- États-Unis :
  - Le constructeur automobile General Motors propose des incitations au départ à la retraite à 22 000 des 62 000 membres du syndicat de mécaniciens UAW travaillant pour lui. Cette proposition fait partie du plan d'affaires que GM doit présenter aux autorités fédérales la semaine prochaine pour justifier les milliards de dollars d'aide dont il a bénéficié. Cette aide au départ consiste en 20 000 dollars d'indemnisation et en un bon pour 25 000 dollars destiné à l'achat d'un nouveau véhicule.
  - Le groupe de médias Viacom annonce un bénéfice net 2008 en baisse de 32 % en 2008, à 1,25 milliard de dollars, du fait de l'importante restructuration et des ventes atones.
- France :
  - Globalement, les prix des produits de grande consommation ont augmenté de 2 % par rapport à janvier 2008[8]. La hausse atteint 11,2 % pour le riz, 10,8 % pour les pâtes, 8,4 % pour l'huile, 8,1 % pour le vin de table, 5,7 % pour la farine et 5,0 % pour le lait en poudre. Ces augmentations se poursuivent alors que les matières premières agricoles baissent depuis l'été 2008 et que le contexte, avec la réforme du cadre législatif en vigueur depuis janvier, est censé entraîner une baisse des prix à la consommation. Selon la société d'études économiques Asterès, la baisse du prix des matières premières commence à peine à se répercuter sur les prix à la consommation et il faut s'attendre à une déflation dans les prochains mois.
  - Le groupe Électricité de France (EDF) annonce un bénéfice net 2008 de 3,4 milliards d'euros, en baisse de 39,48 % sur 2007, intégrant 908 millions d'euros d'éléments non récurrents négatifs — prolongation du TaRTAM (tarif réglementé et transitoire d'ajustement au marché). Un « nouveau programme de cessions de plus de 5 milliards d'euros » est prêt à être réalisé. En 2009, EDF veut privilégier « la croissance organique par l'investissement, notamment en France, l'amélioration de la performance opérationnelle, l'intégration des sociétés nouvellement acquises et le renforcement de notre structure financière ».
  - Le groupe automobile Renault annonce un bénéfice net 2008 en baisse de 78 % à 599 millions d'euros, contre 2,734 milliards en 2007. Le chiffre d'affaires 2008 est de 37,791 milliards € en repli.
  - Le groupe de distribution de matériel électrique Rexel annonce une hausse de 61 % de son bénéfice net 2008 à 230 millions d'euros. L'année a été marquée par l'acquisition de l'allemand Hagemeyer fin mars. Le groupe a enregistré au 4e trimestre une charge exceptionnelle de 125 millions €. Le chiffre d'affaires 2008 a progressé de 20,2 % à 12,86 milliards d'euros. Pénalisé par le ralentissement économique mondial, Rexel s'attend « à un recul sensible des ventes en 2009, reflétant l'effet cumulé de volumes en retrait et de la baisse du prix du cuivre ». Le groupe veut surtout « protéger les marges » et continuer à se désendetter à travers son nouveau plan d'économie d'au moins 110 millions €.
  - Le groupe de conseil et services informatiques Capgemini annonce un chiffre d'affaires 2008 à 8,71 milliards d'euros, stable par rapport à 2007. La marge opérationnelle s'est établie à 8,5 % contre 7,4 % en 2007. Le bénéfice net s'est élevé à 451 millions € en hausse de 2,5 %.
  - Selon le Comité Francéclat (Comité professionnel de développement de l'horlogerie, de la bijouterie, de la joaillerie, de l'orfèvrerie et des arts de la table), les Français ont acheté un peu moins de bijoux et de montres en 2008, dans un marché de l'horlogerie-bijouterie globalement en recul après deux années de progression et en pleine crise économique. Au total, la valeur des ventes de bijoux, précieux ou fantaisie, et de montres et réveils a baissé de 2 % par rapport à 2007, à 5,3 milliards d'euros, ont précisé les professionnels. Ce repli intervient en pleine crise économique, mais aussi après deux années de croissance : le marché avait progressé de 5 % en 2007 et 2 % en 2006.
  - La branche Voyageurs France Europe de la SNCF affiche une croissance de 9 % de son trafic voyageurs en 2008 à 128 millions de passagers. L'augmentation du prix de pétrole aurait entraîné un report de l'avion vers le train[9].
- Japon : Le groupe d'électronique Pioneer annonce une très importante restructuration avec abandon de certaines de ses activités et la suppression de 10 000 emplois dans le monde pour tenter de restaurer sa rentabilité sévèrement mise à mal par la crise économique mondiale. Le groupe prévoit une perte nette 2008-2009 de 130 milliards de yens (1,1 milliard d'euros) au terme de l'exercice 2008-2009. Il va se transformer en entreprise spécialisée en produits électroniques pour la voiture et procéder à des « restructurations drastiques » de sa division électronique grand public dont les téléviseurs.
- Lituanie : L'inflation est passée de 8,5 % en décembre 2008 en glissement annuel à 9,6 % en janvier 2009. Le taux le plus élevé depuis 11 ans avait été atteint en juin 2008 avec 12,5 %. Le taux moyen d'inflation sur douze mois, l'un des critères déterminants pour l'adoption de l'euro, est resté stable en janvier, à 10,9 %, cependant, l'adhésion de la Lituanie à la zone euro pourra difficilement intervenir avant 2013 selon les experts.
- La Réunion : Le Collectif des organisations syndicales, politiques et associatives de la Réunion arrête une liste de quatre « mesures immédiates » pour lesquelles il compte « mobiliser la population », notamment une « augmentation de 200 euros nets sur les salaires », les minima sociaux, les retraites et les bourses étudiantes, une « baisse de 20 % des produits de consommation courante », un « gel des loyers sociaux » et, enfin, une « baisse de 5 euros sur la bouteille de gaz ». Le collectif appelle à une journée de grève générale et de manifestation le 5 mars. Composé de 25 organisations (contre 13 lors de sa constitution mardi), le collectif rassemble les principaux syndicats de l'île (CGTR, CFDT, CFTC, FO, FSU, UNSA), les partis de gauche (PCR, PS, NPA, LO, Parti de gauche) ainsi que des associations (dont ATTAC et Agir contre le chômage)[10].
- Royaume-Uni : La police britannique annonce l'arrestation d'un trader de la City pour blanchiment présumé d'argent, dans le cadre d'une enquête sur une fraude à l'investissement estimé à 40 millions de livres (45 millions d'euros). Cet homme de 60 ans travaillait pour une société de courtage, GFX Capital Markets Ltd, qui a récemment cessé ses activités.
- Slovaquie : La croissance de l'économie a ralenti à +6,4 % en 2008 après avoir atteint un record de +10,4 % en 2007, ce qui reste malgré tout le meilleur résultat de l'Union européenne. « Le ralentissement économique au quatrième trimestre est clairement lié à la baisse importante de la production industrielle, comme dans tous les pays européens », la production automobile s'est effondrée de 35,7 % en décembre en glissement annuel, après une baisse de 16,9 % en mois plus tôt.

### Vendredi13 février 2009
- Allemagne : Le groupe Siemens annonce l'extension du chômage partiel, qui va concerner au total 7 400 personnes en Allemagne au lieu de 4 600 jusqu'ici sur les 131 000 employées. Les nouvelles mesures de chômage technique vont surtout concerner les salariés d'Osram (ampoules électriques). L'entreprise veut « recourir au chômage partiel ainsi qu'à des réductions du temps de travail, à l'épuisement des comptes d'heures supplémentaires ou à des mutations de personnel d'une usine à l'autre pour garantir les emplois ». Le gouvernement allemand a considérablement étendu sa prise en charge du chômage partiel afin d'éviter au maximum des licenciements, alors que la crise s'abat sur le marché du travail.

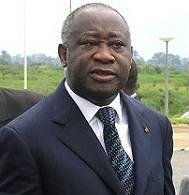
Laurent Gbagbo
(octobre 2007)

- Côte d'Ivoire : Le président ivoirien Laurent Gbagbo annonce vouloir « extirper » les fonctionnaires « fictifs » figurant sur la liste des agents de l'État afin de « maîtriser la masse salariale des services publics ». Il exhorte le gouvernement « à prendre toutes les dispositions nécessaires » pour entamer un « contrôle des effectifs afin que le ministère de la Fonction publique et de l'emploi dispose d'un fichier extirpé des agents fictifs ». Il « souhaite que des efforts soient faits pour maîtriser la masse salariale des personnels du service public ». En 2009, le budget de la masse salariale de l'État s'établit à 765 milliards de francs CFA (1,16 md d'euros), soit près d'un tiers du budget (2 464 mds de FCFA, 3,75 mds d'euros).
- France :
  - L'équipementier automobile Valeo annonce une perte nette 2008 de 207 millions d'euros, contre un bénéfice net de 81 millions € en 2007.
  - Le groupe de pneumatiques Michelin annonce un bénéfice net 2008 à 357 millions d'euros en baisse de 53,8 %. Son bénéfice opérationnel avant éléments non récurrents est en baisse de 44,1 % à 920 millions d'euros.
  - Le groupe volailler Duc annonce un chiffre d'affaires 2008 en hausse à 202,72 millions d'euros (+25,37 %), grâce principalement à trois acquisitions de sociétés. Cependant, « la flambée des matières premières, la baisse de la consommation des ménages (-4 % par rapport à 2007), [...] ainsi qu'un climat économique morose ont « impacté » fortement la société au niveau de ses marges ».
  - Le groupe Milan Presse, groupe Bayard, annonce une perte 2008 de 2,5 millions d'euros et un plan de suppressions de 45 postes avec l'arrêt de quatre hebdomadaires. Le groupe continue de publier, entre autres : Toboggan, Picoti, Toupie, Wakou, J'apprends à lire, Wapiti, Julie, Géo Ado, ainsi qu'Alpes Magazine, Bretagne Magazine, Méditerranée Magazine, Pays basque Magazine, Pyrénées Magazine et Terre sauvage.
- Italie : L'Italie, entrée en récession au troisième trimestre 2008, a vu son PIB reculer de 2,6 % en glissement annuel sur l'ensemble de l'année 2008, selon une première estimation de l'institut de statistiques Istat.
- Japon : Le conglomérat industriel Hitachi annonce être en négociation exclusive avec le département des Transports britannique « afin d'ajuster les détails en vue d'une commande » portant sur 1 400 wagons pour un montant évalué à 8,5 milliards d'euros, tout compris (matériel et entretien), livrables entre 2013 et 2018 dans le cadre du projet « Intercity Express Program » de renouvellement de flotte pour des lignes interurbaines.
- Niger : Le ministère des Communications annonce la renationalisation de la société nigérienne de télécommunications Sonitel et de sa filiale GSM Sahel-Com, qui avaient été privatisées en 2001 au profit d'un consortium sino-libyen, car il estime que cette privatisation est « un échec ». La Sonitel, dont le capital est estimé à 22,7 milliards de francs CFA (34,6 millions d'euros), est détenue depuis 2001 à 51 % par Dataport, un consortium constitué des sociétés chinoise ZTE et libyenne LAAICO, à 45 % par l'État du Niger et à 4 % par son personnel. Le gouvernement reproche une « mauvaise gestion » et « des manquements graves et récurrents » aux obligations du cahier des charges, qui prévoyait la création de 45 000 lignes téléphoniques et l'amélioration de la desserte du territoire national par la couverture de 43 localités. Au bilan, Sonitel cumule plus de 40 milliards de FCFA de dettes, avec des charges d'exploitation évaluées à plus de 140 % de son chiffre d'affaires[11].
- Russie : L'usine Rechetnikov spécialisée dans la fabrication des satellites annonce que la Russie prévoit de lancer en 2009 seize satellites de télécommunication, de navigation et de géodésie, contre onze en 2008 et 7 en 2007 pour suivre les besoins des entreprises spatiales du pays, malgré les conditions financières dans le monde et en Russie.
- Sénégal : Le président chinois Hu Jintao est en visite officielle. La coopération entre le Sénégal et la Chine se traduit « en des termes tout à fait concrets et dans tous les domaines », depuis que Pékin et Dakar ont rétabli leurs relations diplomatiques fin 2005, après un divorce de près de 10 ans qui était dû à la reconnaissance de Taïwan par le Sénégal. Le président Abdoulaye Wade a qualifié d'« exemplaire » le partenariat qui lie le Sénégal et la Chine depuis trois ans, mais il existe cependant un important problème de gestion dans les grands travaux confiés à une entreprise chinoise et réalisés à Touba, ville sainte de la confrérie musulmane des mourides.

### Samedi14 février 2009
- FMI : Le directeur général du FMI Dominique Strauss-Kahn estime que le principal problème actuel est la restructuration des banques, ajoutant que la création d'une structure de défaisance pour les délivrer de leurs actifs dépréciés était « la solution la plus simple ».
- G7 : Les ministres des finances des membres du G7 (États-Unis, Japon, Allemagne, Grande-Bretagne, France, Italie, Canada), réunis à Rome ont défini leur priorités face à la crise économique mondiale. La « plus haute » d'entre elles est la « stabilisation de l'économie mondiale et des marchés financiers », mais aussi la lutte contre le protectionnisme, des « nouvelles barrières » susceptibles d'« exacerber le retournement » économique. Le ministre de l'Économie italien, Giulio Tremonti, a en outre promis que les membres du G7 s'engageraient à créer de « nouvelles règles afin qu'un nouvel ordre économique mondial » voit le jour.

### Dimanche15 février 2009
- Chine : Le premier ministre Wen Jiabao se déclare confiant dans la capacité de son gouvernement à surmonter les difficultés économiques grâce au plan massif 2009-2010 de soutien à l'économie, de plus de 450 milliards d'euros, ce qui devrait permettre au pays de renouer avec de forts taux croissance. Le 5 mars, le premier ministre doit présenter son rapport annuel devant le Parlement.

### Lundi16 février 2009
- Catalogne : Ouverture à Barcelone du congrès mondial de la téléphonie mobile, réunis jusqu'au 19 février. Pour la première fois, le marché mondial devrait être orienté à la baisse en 2009. Selon l'institut d'études Gartner, il devrait se vendre 1 224 milliard d'appareils en 2009, contre 1 238 milliard en 2008. Seul le secteur des smartphones a le vent en poupe, leur atout est d'offrir un accès aisé à l'Internet mobile.

- Chine :
  - Le groupe de télécommunications China Mobile annonce que son chiffre d'affaires est indirectement affecté par les fermetures d'usines, par les retours dans les villages ruraux des travailleurs migrants licenciés en masse et par la baisse des appels internationaux touchés par la réduction des exportations. Toutefois, le nombre d'abonnés continue de croître à 460 millions.
  - Depuis le début de l'année la municipalité de Pékin enregistre en moyenne 1 466 véhicules de plus par jour, soit 65 970 véhicules pour les 45 premiers jours alors qu'au niveau de la Chine, les ventes de véhicules ont chuté de 7,7 % en janvier 2009 par rapport à janvier 2008. La mégapole a mis en place un système de plaques alternées pour limiter les embouteillages et la pollution.

- France : L'Oréal, no 1 mondial des cosmétiques, annonce une chute de 26,6 % de son bénéfice net 2008 (1,948 milliard d'euros) par rapport à une année 2007 gonflée par une plus-value de cession, mais une croissance de ses ventes de 2,8 % à 17,54 milliards € et de son bénéfice par action légèrement en dessous de ses objectifs.
- Italie : Le groupe Italcementi se restructure en absorbant complètement sa filiale « Ciments français ».
- Royaume-Uni :
  - Le groupe automobile BMW annonce la suppression de 850 emplois dans son usine Mini de Cowley près d'Oxford, qui seront effectives à partir du 2 mars et affecteront les ouvriers travaillant le week-end.
  - La chaîne de restauration rapide KFC annonce une augmentation des ventes de 6 % en 2008 et prévoit 14 % en 2009. Elle prévoit d'investir 100 à 150 millions de livres (114 à 169 millions d'euros) pour y ouvrir, d'ici cinq ans, deux cents à trois cents nouveaux restaurants, principalement dans le nord de l'Angleterre et le sud du Pays-de-Galles, ce qui permettrait de créer jusqu'à neuf mille emplois.
- Russie : la production industrielle s'est écroulée de 16 % en janvier en glissement annuel, selon le service fédéral des statistiques Rosstat. Il s'agit de la plus forte baisse enregistrée depuis 15 ans pour cet indicateur. Cet indice s'était déjà effondré de 10,3 % en décembre 2008 alors que la hausse avait été de 6,3 % en 2007. Les autorités russes ont dit s'attendre à une stagnation ou à une légère récession économique en 2009, alors que les experts prédisent une franche baisse du produit intérieur brut russe. Mais dès le lendemain les autorités ont parlé de « franche récession ».

### Mardi17 février 2009
- États-Unis :
  - Le constructeur automobile General Motors reçoit une troisième aide de 4 milliards de dollars pour échapper à la faillite. Au total, l'entreprise a reçu depuis décembre 2008 17,4 milliards $ avec cette aide. Cependant, le groupe pourrait être à court de trésorerie dès le mois de mars et prévoit de sacrifier 47 000 emplois pour se redresser.
  - Le financier escroc texan Robert Allen Stanford est soupçonné d'avoir orchestré non seulement une fraude de 8 milliards de dollars centrée sur sa filiale basée à Antigua, mais également une fraude annexe de 1,2 milliard de dollars, liée à la vente pour 1,2 milliard de dollars de parts d'un fonds commun de placement baptisé SAS (Stanford Allocation Strategy), en falsifiant ses performances passées. Robert Allen Stanford a vu ses actifs gelés, ainsi que ceux de trois de ses sociétés. La maison-mère Stanford Financial Group, dont les origines remontent à 1932, revendique des clients dans 140 pays, et des actifs sous gestion s'élevant à 50 milliards de dollars.
  -  Californie : Quelque vingt mille fonctionnaires sont informés qu'ils risquent de perdre leur emploi en raison des graves difficultés budgétaires de l'État, soit 20 % des fonctionnaires. Le gouverneur Arnold Schwarzenegger est engagé depuis des mois dans un bras de fer avec les parlementaires de l'État, majoritairement démocrates, sur la question des finances. Le Sénat de Californie n'a pas réussi à adopter lundi un budget prévoyant 14 milliards de dollars de nouveaux impôts et 15 milliards de réductions de dépenses pour combler un déficit prévisionnel de 42 milliards, la majorité des deux tiers étant requise.

- Éthiopie : Selon le Bureau des Nations unies pour la coordination des affaires humanitaires (OCHA), un total de douze millions d'Éthiopiens, soit 15 % de la population du pays, ont besoin d'aide alimentaire en raison de la sécheresse. Le pays est victime de faibles précipitations qui affectent gravement les récoltes dans de nombreuses régions de l'Est du pays, faisant resurgir le spectre des terribles famines des années 1980 qui avaient fait des millions de morts en Éthiopie, notamment à cause des déplacements forcés organisés par le régime socialiste du colonel Mengistu Hailé Mariam[12].
- France :
  - Selon le ministre du Budget, Éric Woerth, le déficit public français « dépassera forcément 4,4 % du produit intérieur brut (PIB) en 2009 » et la dernière prévision d'un déficit budgétaire de 86 milliards d'euros sera « révisée en hausse ». Le déficit de la Sécurité sociale « frôlera les 15 milliards d'euros en 2009 » en raison de « la dégradation de la conjoncture ».
  - La compagnie maritime transmanche Seafrance, filiale de la SNCF, annonce la prochaine suppression de 650 emplois, parmi le « personnel navigant et sédentaire », dans le cadre d'un plan de redressement en raison de la chute de son marché en 2008.
- Japon : Le groupe d'équipements et services informatiques Fujitsu annonce la cession de son activité de conception et fabrication de disques durs au groupe Toshiba.
- Union européenne : Selon l'office statistique européen Eurostat, la zone euro a connu le pire déficit commercial de son histoire en 2008, à hauteur de 32,1 milliards d'euros, contre un excédent de 15,8 milliards en 2007. Les 27 pays membres ont creusé leur déficit commercial à 241,3 milliards d'euros, contre - 192,4 milliards en 2007.

### Mercredi18 février 2009
- Allemagne :
  - La banque Commerzbank, deuxième banque allemande, annonce un bénéfice net 2008 de 3 millions d'euros, terminant de justesse dans le vert après un très mauvais quatrième trimestre.
  - La banque du constructeur Volkswagen annonce avoir obtenu des garanties publiques allant jusqu'à deux milliards d'euros pour garantir le refinancement de ses crédits automobiles dans le cadre du vaste plan d'aide au secteur bancaire doté de 480 milliards d'euros au total et géré par le fonds public Soffin.
  - L'équipementier Continental AG annonce avoir essuyé une perte nette de 1,12 milliard d'euros en 2008, en raison de dépréciations massives dans ses divisions automobiles.
- Danemark : Le groupe de brasseries Carlsberg, 5e brasseur mondial, annonce des résultats 2008 en nette hausse. Son bénéfice net part du groupe a progressé de 14,5 % à 2,63 milliards de couronnes (353 millions €) contre 2,29 milliards en 2007.
- Espagne : Le pays est entré officiellement en récession avec un second recul consécutif. Le produit intérieur brut s'est contracté de 1 % au quatrième trimestre par rapport au précédent, selon les chiffres définitifs publiés par l'Institut national de la statistique.
- États-Unis :
  - Le syndicat des ouvriers de l'automobile UAW annonce qu'il a conclu des accords préliminaires avec les constructeurs General Motors, Ford et Chrysler pour les aider à se restructurer.
  - Le producteur de pneumatiques Goodyear Tire and Rubber annonce prévoir 5 000 réductions d'effectifs supplémentaires et un gel des salaires en 2009. Ces suppressions s'ajoutent aux 4 000 déjà réalisées au second semestre 2008. En 2008, Goodyear a essuyé une perte nette de 77 millions de dollars, contre un bénéfice de 602 millions l'année précédente. En revanche, son chiffre d'affaires a résisté, s'établissant à 19,48 milliards de dollars, contre 19,64 en 2007.
- France
  - Selon la Fédération des exportateurs de vins et spiritueux (FEVS), la France a exporté en 2008 pour 9,31 milliards d'euros de vins et spiritueux, en légère baisse de 0,3 % par rapport au record historique de 2007. Le secteur des vins, dont le champagne, a progressé de 0,9 %, à 6,76 milliards €, tandis que celui des spiritueux a reflué de 3,5 %, à 2,55 milliards. Les principaux pays acheteurs sont les États-Unis (-12,8 %), le Royaume-Uni (-2,7 %), l'Allemagne (+8,9 %), la Belgique (-7,1 %) et le Japon (+1 %).
  - La banque Société générale annonce un bénéfice 2008 à 2 milliards d'euros contre 947 millions € en 2007, année marquée par la perte exceptionnelle de 4,9 milliards € imputée aux opérations « non autorisées » de son trader Jérôme Kerviel. Cependant la banque a souffert des effets de la crise financière et de la dégradation de la conjoncture économique. Le montant de ces créances douteuses a presque triplé à 2,655 milliards €, mais même au quatrième trimestre 2008, marqué par les contrecoups violents de la faillite de Lehman Brothers, elle est restée bénéficiaire de 87 millions €.
  - Le groupe d'aéronautique et de défense Safran annonce un bénéfice d'exploitation 2008 de 652 millions d'euros en baisse et un chiffre d'affaires de 10,329 milliards € (+1 %).
  - L'assureur mutualiste Groupama annonce un bénéfice net 2008 en baisse de 63 % à 342 millions d'euros.
  - L'enseigne d'ameublement Conforama (groupe PPR) annonce un « plan d'économies » de 50 millions d'euros pouvant entraîner la suppression d'environ 800 postes d'ici fin 2010, sur un effectif moyen de 10 000 employés.
- Suède : Le gouvernement suédois confirme qu'il refuse de devenir actionnaire du constructeur automobile Saab, après l'annonce par General Motors de son désengagement d'ici 2010 et sa menace d'une faillite immédiate en l'absence d'aide publique. La vice-première ministresse, Maud Olofsson, en charge du portefeuille des entreprises et de l'énergie dans le gouvernement de Fredrik Reinfeldt déclare : « Les électeurs m'ont choisi parce qu'ils veulent des crèches, des hôpitaux et des policiers. Pas pour acheter des constructeurs automobiles, qui font des pertes ».

### Jeudi19 février 2009
- Brésil : le constructeur aéronautique, Embraer annonce une « réduction de près de 20 % » de ses effectifs qui s'élèvent à 21 362 employés en raison de « la crise sans précédent qui touche l'économie mondiale ».
- Europe : Les sites de rencontre « Match » et « Meetic » annoncent la fin de la guerre sans merci qu'ils se livraient en Europe et la création d'une entreprise. Meetic, leader européen des sites de rencontres sur l'internet va racheter les activités européennes de son concurrent « Match.com » (groupe américain IAC), numéro un du secteur, tandis que ce dernier va prendre une participation de 26,8 % dans son capital, de plus l'américain devrait à terme disposer d'une option d'achat sur le français « Meetic », créé en 2002 par Marc Simoncini, qui a popularisé le concept de la rencontre en ligne sur Internet. En Europe, Match.com compte 270 000 clients (pour quelque 60 millions d'euros de CA) et Meetic environ 700 000 clients (pour quelque 130 millions d'euros de CA).
- France
  - Le groupe audiovisuel TF1 annonce un bénéfice net 2008 à 164 millions d'euros en baisse de 28 %. Son chiffre d'affaires affiche aussi un recul de 5,3 % à 2,595 milliards €. Pour 2009, le groupe prévoit une baisse de 9 % de son chiffre d'affaires lié au « contexte économique profondément perturbé » et annonce un plan de réduction de coûts de 60 millions d'euros portant sur l'ensemble des activités du groupe.
  - Selon les bilans 2008, les banques françaises (BNP Paribas, Crédit agricole et Société générale) ont réalisé en 2008 des profits cumulés de 7,5 milliards d'euros, alors que la plupart de leurs rivales sont en pertes. Le coût de la crise des subprimes en France devrait finalement se monter à près de 19 milliards d'euros ce qui reste relativement contenu. Le secteur bancaire français, plus généraliste, a plié sous le poids de la crise financière mondiale, mais il n'a pas rompu, à la différence des systèmes bancaires américain et britannique, plus spécialisés.
  - De septembre 2007 à septembre 2008, les défaillances d'entreprises ont augmenté de 11,9 %. Parmi les secteurs les plus touchés, l'immobilier, les biens de consommation, les services aux particuliers, les industries agro-alimentaires et les biens intermédiaires, les services aux entreprises, le commerce de détail et la construction.
  - Le groupe PPR annonce un chiffre d'affaires en hausse de 5,8 % sur un an, à 20,2 milliards d'euros et un bénéfice net stable à 875 millions €. La veille deux de ses enseignes, Conforma et la FNAC ont annoncé des « plans d'économies » portant sur une réduction d'effectifs de 800 et 400 postes.
  - Selon la Banque de France, la collecte nette du Livret A a atteint 18,7 milliards d'euros en 2008, un niveau jamais atteint près de trois fois supérieur à l'ancien record, portant l'encours à 139,2 milliards d'euros fin décembre.
- Suisse :
  - La banque UBS annonce qu'elle entend contester en justice la demande du fisc américain de lui livrer des informations sur 52 000 comptes secrets détenus par des citoyens américains. L'ensemble des comptes secrets représenterait plus de 15 milliards de dollars d'actifs.
  - Le Japon et la Suisse signent un accord de libre-échange qui exemptera de droits de douane 99 % du commerce entre les deux pays. Il s'agit du premier traité de libre-échange jamais signé par le Japon avec un pays européen. Il prévoit la suppression des droits de douane, dans un délai de dix ans, sur 99 % des biens échangés entre les deux pays, notamment les produits industriels et la plupart des produits agricoles.
- Union européenne : Le ministre français du Budget Éric Woerth trouve « un peu gonflée » la mise en garde lancée la veille par la Commission européenne pour déficit excessif contre la France et 5 autres pays européens : « Je trouve cela un peu gonflé [...] À la fois Bruxelles nous dit il faut que les États européens combattent la crise et augmentent leurs dépenses publiques [...] puis de l'autre, attention vous allez dépasser les déficits qui étaient prévus [...] Évidemment que nous allons dépasser les déficits parce qu'il y a la crise [le déficit public français dépassera] forcément 4,4 % du PIB en 2009 ».

### Vendredi20 février 2009
- Chine : Premier producteur mondial d'acier, la Chine prépare un prochain plan de restructuration du secteur métallurgique pour faire émerger trois géants nationaux. Deux géants actuels Baosteel et Wuhan Iron & Steel, ainsi qu'un dernier, composé de Anshan Iron & Steel et Benxi Iron & Steel, deviendront les leaders de ce processus de consolidation.

- France :
  - Cinq millions de Livrets A ont été ouverts depuis le début de l'année 2009, contre seulement 2 millions sur l'ensemble de l'année dernière[13]. Parmi les banques les plus actives, le Crédit agricole (2,6 millions de livrets A), la BNP Paribas et la Société générale (1 million chacune). Paradoxalement, ce sont les distributeurs « historiques », Banque postale et Caisses d'épargne qui en placent le moins. Par ailleurs, la collecte nette du Livret A a atteint 18,7 milliards d'euros en 2008, un niveau historique près de trois fois supérieur à l'ancien record, portant l'encours à 139,2 milliards d'euros fin décembre[14].
  - Les prix à la consommation ont poursuivi leur baisse en janvier, reculant de 0,4 %, et ne progressent plus que de 0,7 % sur un an, l'augmentation la plus faible depuis septembre 1999.
  - Quarante tonnes de coquilles Saint-Jacques de Normandie ont dû être jetées à la poubelle faute de trouver des acheteurs[15] : « Tous les stocks des transformateurs de coquilles sont pleins [...] nous ne vendons plus rien sur le marché espagnol [... En France] le consommateur en achète une fois et puis c'est tout [... les pêcheurs normands ont décidé] de ne pas aller en mer ce week-end et le week-end prochain ».
- Royaume-Uni : Le groupe minier diversifié Anglo American annonce la prochaine suppression de 19 000 postes d'ici à la fin de l'année, dans le cadre d'un plan d'économies, après avoir vu ses bénéfices 2008 chuter de 29 % à 5,2 milliards de dollars. En décembre, le groupe avait annoncé la division par deux du montant de son programme d'investissement pour 2009, à 4,5 milliards de dollars. De plus, le groupe annonce 2 milliards $ d'économie sur ses dépenses de fonctionnement d'ici à 2011.
- Suisse : L'assureur Swiss Life annonce un bénéfice net 2008 de 340 millions de francs suisses (228,5 millions d'euros) contre 1,4 milliard FS en 2007. Selon son président, Bruno Pfister, le rachat de la société allemande de services financiers AWD, dont Swiss Life a pris le contrôle en mars 2008 pour 1,16 milliard d'euros, « commence à porter ses fruits ».

### Samedi21 février 2009
- Chine : Le patron du fonds souverain China Investment Corporation (CIC), Lou Jiwei, est en visite en Australie pour découvrir les nouvelles règles que Canberra a instaurées pour encadrer les investissements étrangers. Confronté à des besoins croissants en énergie et en produits de base pour soutenir son activité, Pékin mène une politique d'acquisitions qui préoccupe les Australiens. CIC créé en 2007 a été doté à sa création de 200 milliards de dollars de réserves (159 milliards d'euros).
- Irlande : Environ 120 000, personnes selon la police, essentiellement des fonctionnaires, manifestent à Dublin pour protester contre le plan d'austérité annoncé par le gouvernement en réaction à la crise économique. Ce plan, qui table sur une économie de 1,4 milliard d'euros cette année, prévoit notamment l'introduction d'une nouvelle contribution sociale sur les salaires des fonctionnaires pour financer les retraites. Le pays emploie quelque 350 000 personnes dans la fonction publique.

- Suisse : Christoph Blocher, figure emblématique de l'Union démocratique du centre (droite populiste, première force politique du pays) estime qu'il est nécessaire de réduire la taille des « mastodontes » bancaires tels qu'UBS ou Crédit suisse : « Leur structure fait peser un risque sur la place financière suisse car elles y tiennent une place disproportionnée et leur implantation à l'étranger met la pression sur les contribuables suisses », estimant que la Constitution ou une loi ad-hoc doit limiter « la structure des grandes banques pour les empêcher de devenir des mastodontes comme UBS »[16].

### Dimanche22 février 2009
- Union européenne : Les pays européens membres du G20 se sont mis d'accord pour doubler leur contribution au financement du Fonds monétaire international (FMI) et pour soutenir une régulation et une surveillance accrue de l'ensemble des acteurs des marchés. Ils estiment le FMI ne pourra aider ses membres « rapidement et efficacement » que s'il obtient « au moins 500 milliards de dollars » supplémentaires.
- Viêt Nam : Le Viêt Nam inaugure sa première raffinerie à Dung Quat (centre), une réalisation de 2,5 milliards $ (1,95 milliard €), construite par un consortium mené par le français Technip, qui devrait permettre au pays de produire 6,5 millions de tonnes par an, ou 148 000 barils par jour, soit le tiers des besoins du pays. Elle est financée et sera exploitée par PetroVietnam. Le Viêt Nam possède d'importantes réserves de brut mais devait jusqu'ici importer tout son pétrole raffiné.

### Lundi23 février 2009
- Botswana : Le gouvernement et la société De Beers annoncent la suspension de toute exploitation diamantifère dans les quatre mines du pays pendant une durée de sept semaines en raison de la crise mondiale qui affecte la demande en pierres précieuses. L'estimation de ventes de diamants en 2008 porte sur 28,9 millions de carats, soit 17 % de moins qu'en 2007. Cet arrêt des mines concerne quelque six mille employés.
- Chine : Selon un expert cité par le Financial Times, les réserves de change chinoises ne sont pas de 1 950 milliards de dollars comme le disent les autorités mais de 2300 milliards, ce qui fait plus de 1 600 dollars par Chinois (à rapporter aux 2 300 dollars auxquels se monte le PIB chinois par habitant). Sur ces 2300 milliards, 1700 seraient investis aux États-Unis.

- France : Selon le ministère de l'Écologie, de l'énergie, du développement durable et de l'aménagement du territoire, les ventes de logements neufs en France par les promoteurs ont chuté de 37,8 % en 2008 par rapport à 2007, atteignant un peu moins de 79 400 unités.

### Mardi24 février 2009
- Italie : Le groupe énergétique ENEL (Ente Nazionale per l'Energia Elettrica) signe avec le français EDF (Électricité de France), au cours du sommet franco-italien de Rome, un accord portant sur la construction d'« au moins » quatre réacteurs nucléaires de troisième génération EPR (European Pressurized Reactor) qui seront construits en Italie. La première unité devrait être opérationnelle au plus tard en 2020.
- Royaume-Uni :
  - Le motoriste Rolls-Royce annonce avoir décroché un contrat de 150 millions de dollars (117 millions d'euros) auprès du groupe pétrolier français Total SA, portant sur la fourniture de turbines à gaz qui équiperont des plateformes d'hydrocarbures au Nigeria.
  - Le groupe minier Lonmin, troisième producteur mondial de platine, annonce un accord avec les syndicats au sujet d'un plan de restructuration prévoyant le départ de jusqu'à 5 500 employés dans ses mines d'Afrique du Sud.
- Russie : Le gouvernement est en train de préparer une révision du budget 2009 afin de contenir son déficit sous les 8 % du PIB. Selon les médias, les coupes pourraient atteindre jusqu'à un tiers des budgets de certains ministères. Les dépenses du Kremlin doivent être réduites et 100 personnes sur les 1 500 employées seront limogées.
- Union européenne : La balance des comptes courants de la zone euro a plongé dans le rouge en 2008, affichant un déficit de 63,2 milliards d'euros contre un excédent de 36,3 milliards en 2007.

### Mercredi25 février 2009
- Allemagne : Des entreprises allemandes ont remporté des contrats d'une valeur totale de « plus de 10 milliards de dollars » auprès de groupes chinois, a annoncé à Berlin le ministre chinois du commerce, Chen Deming. Trente-six commandes au total ont été signées. L'Allemagne est la première étape d'une tournée européenne d'une délégation de quelque 200 sociétés chinoises, qui doit passer par la Suisse, l'Espagne et la Grande-Bretagne, mais qui évite la France pour cause de tension à propos du Tibet.
- Californie : Le San Francisco Chronicle (groupe de presse Hearst Corporation est proche de la faillite, accumulant des pertes financières importantes qui remontent à 2001, avant même que la crise financière actuelle n'entraine un effondrement des recettes généralisé dans les médias.
- Europe : La Banque européenne pour la reconstruction et le développement (BERD) annonce une perte nette 2008 de 602 millions d'euros l'an dernier, contre un bénéfice net de 1,884 milliard d'euros en 2007. Créée en 1991 pour accompagner les pays de l'ancien bloc soviétique dans leur transition vers l'économie de marché, la BERD compte augmenter ses investissements de 20 % pour aider ses pays d'intervention à surmonter la crise.
- Italie : Ouverture de la Fashion Week de Milan (25 février-4 mars) marqué par la crise. Le programme officiel est amputé d'une dizaine de défilés par rapport aux éditions précédentes, plusieurs petites maisons de couture ayant renoncé à présenter leurs collections en raison de difficultés économiques liées à la crise.
- Japon : La production d'automobiles des principaux constructeurs japonais a chuté de près de 50 % en janvier par rapport au même mois de 2008, Toyota (-42,6 %), Nissan (-54 %), Honda (33,5 %) et tous les autres se démenant pour écouler des stocks excédentaires sur fond de demande en berne.

### Jeudi26 février 2009
- Arménie : La Banque mondiale annonce qu'elle accorde une aide de 35 millions de dollars à l'Arménie en la faisant bénéficier d'une nouvelle facilité de prêts d'urgence. Ce prêt, à long terme et sans intérêt, est accordé par l'Association internationale de développement (AID). L'Arménie doit faire face au tarissement des envois de fonds par les émigrés, une ressource qui avait représenté 20 % de son produit intérieur brut en 2008.
- Belgique : Le groupe bancaire franco-belge Dexia, annonce une perte nette 2008 plus forte que prévu, à 3,326 milliards d'euros dont 2,6 milliards au quatrième trimestre, à la suite de nouvelles dépréciations dues aux incertitudes sur le marché immobilier américain.
- Brésil : La filiale brésilienne du constructeur automobile américain General Motors commence à licencier 1 633 travailleurs temporaires qui avaient été embauchés en avril 2008 pour former la troisième équipe de GM mais ils avaient été mis en vacances rémunérées le 19 janvier dernier, en raison de la forte chute des ventes de véhicules dans le géant sud-américain. GM-Brésil dispose de trois usines, dont deux dans l'État de São Paulo, et emploie près de 20 000 travailleurs. GM a aussi mis en vacances pour un mois 300 autres ouvriers titulaires de son usine de Sao José dos Campos « afin d'adapter sa production ».

- États-Unis : Le premier groupe de presse américain, Gannett, propriétaire notamment du quotidien USA Today, est en difficulté à cause des restrictions sur le marché des crédits bancaires et de la récession. La direction du groupe a décidé de verser aux actionnaires un dividende de 4 cents par action au lieu des 40 cents versés précédemment, afin de dégager 365 millions de dollars de liquidités pour rembourser ses dettes et assouplir ses marges de manœuvres financières.
- Inde : Le constructeur automobile Tata Motors annonce le prochain lancement à Bombay de sa voiture la moins chère du monde, la Nano, dévoilée en janvier 2008 à New Delhi. Baptisée « voiture du peuple », elle sera vendue au prix de 100 000 roupies (2 000 dollars). Tirée par un moteur de 624 cm3, soit la cylindrée d'une moto, elle n'a ni climatisation, ni fenêtres électriques, ni direction assistée dans sa version de base.
- Royaume-Uni : Royal Bank of Scotland (RBS) annonce avoir essuyé la perte nette 2008 de 24,1 milliards de livres (27 milliards d'euros), la plus élevée jamais enregistrée par une entreprise britannique, contre un bénéfice net 2007 de 6,8 milliards de £. Cette perte historique s'explique par des charges de 6,1 milliards de livres liées à la crise du crédit, et surtout par 16,2 milliards de livres de dépréciations, liées à l'acquisition ruineuse de la banque néerlandaise ABN Amro en 2007. RBS va se séparer de quelque 240 milliards de livres d'actifs, soit une grande partie de son bilan, dans les 3 à 5 ans en se concentrant sur le marché britannique et ne conservant que des activités internationales de taille réduite. Elle a aussi confirmé sa volonté de se séparer d'une grande partie de ses actifs.

### Vendredi27 février 2009
- Danemark : selon le bureau national de la statistique, le Danemark est entré en récession au quatrième trimestre 2008, avec une baisse de 2,0 % de son produit intérieur brut.
- États-Unis : l'organisme américain de refinancement hypothécaire, Fannie Mae, annonce 58,7 milliards de dollars (environ 46,1 milliards d'euros) de pertes due essentiellement à des éléments exceptionnels au second semestre, et réclame au Trésor une aide supplémentaire de 15,2 milliards de dollars pour couvrir son déficit. Cette somme lui permettrait d'éviter le déclenchement d'une procédure de faillite, au 31 décembre 2008, le montant de son passif dépassait celui des actifs de 15,2 milliards de dollars et le groupe totalisait pour 119,2 milliards de dollars (environ 93,7 milliards d'euros) de prêts en défaut de paiement.
- Finlande : l'Office national de la statistique annonce que la Finlande est entrée officiellement en récession au dernier trimestre 2008, avec une baisse de 1,3 % de son produit intérieur brut (PIB) à la suite d'un recul de 0,3 % (chiffres révisés) au troisième trimestre.

- France : selon une étude annuelle de l'Office des fruits, des légumes, des vins et de l'horticulture (Viniflhor), le secteur du vin français est incapable de profiter de la hausse de la consommation mondiale et est en perte de vitesse face à ses concurrents italien et espagnol. Sa part de marché s'érode tant en valeur qu'en volume. Elle ne représente plus que 17 % des volumes et 34 % de la valeur du marché mondial, contre respectivement 25 % et 51 % au début des années 1990.
- Suède : selon le Bureau des statistiques, la Suède, déjà en récession, connaît son troisième trimestre de baisse du produit intérieur brut avec une baisse de 2,4 % au quatrième trimestre.

### Samedi28 février 2009
- Allemagne :
  - Le constructeur automobile Volkswagen annonce la suppression d'ici fin 2009 de tous ses emplois intérimaires, qui étaient au nombre de 16 500 fin 2008.
  - L'État allemand est prêt à apporter jusqu'à 5 milliards d'euros au constructeur automobile Opel dans le cadre d'un plan de sauvetage solide du groupe, mais il estime non viable celui présenté, vendredi 27 février, par sa maison-mère General Motors. En contrepartie des garanties publiques et des crédits accordés il pourrait prendre une participation « temporaire » allant jusqu'à 20 % du capital par le biais des quatre États régionaux (LHnder) où sont localisées les usines Opel.
- Venezuela : Le président Hugo Chávez ordonne à l'armée de prendre provisoirement le contrôle de l'ensemble de la filière de transformation du riz en accusant les sociétés privées, et notamment américaines, de surfacturer leur riz : « J'ai donné l'ordre que le gouvernement révolutionnaire intervienne immédiatement dans tous ces secteurs de l'industrie agro-alimentaire » rappelant les émeutes sanglantes contre la vie chère, survenues il y a 20 ans au Venezuela. Immédiatement l'armée a pris le contrôle des locaux du principal groupe agro-alimentaire vénézuélien, Grupo Polar, avec pour mission d'augmenter la production de riz.